# 科隆火车总站
科隆火车总站（德語：Köln Hauptbahnhof）是德国西部城市科隆最重要的铁路枢纽，与位于市中心的科隆主教座堂相邻。凭借日均350000人次的旅客进出量和约1200班次的列车到发量，它成为德国铁路最繁忙的铁路车站之一，也是德铁车站及服务辖下最高级别的21座一等站之一。这座通过站设有11条到发轨道，铁路线从其东南出口沿一条窄弯道来到霍亨索伦桥，进而跨越莱茵河可到达右岸的科隆展会/多伊茨车站（同为一等站）。
科隆火车总站是长途客运（城际快车、大力士列车、城际/欧城列车、弗利克斯列车和夜捷列车）与短途客运（区域快车、区域列车、科隆快铁和莱茵-鲁尔快铁）之间的中转站。从车站大楼的出入口还可以通过由科隆运输公司运营的大教堂/火车总站和布雷斯劳广场/火车总站两座地铁站，与科隆城铁的市内交通相连，它们与快铁同属于莱茵-锡格交通集团的资费区。站前广场也被视为大教堂周边的一部分；由此可藉由阶梯通道直接通往科隆主教座堂及其周边的大教堂平台。

## 历史

### 前身中央车站
大约在1850年，科隆和一直独立至1888年的城市多伊茨共有五家铁路运营商：莱茵河左岸（科隆一侧）为波恩-科隆铁路公司（BCE）、科隆-克雷费尔德铁路公司（CCE）和莱茵铁路公司（RhE）；莱茵河右岸的多伊茨则有贝吉施-梅尔基施铁路公司（BME）和科隆-明登铁路公司（CME）。这便导致在科隆城墙外侧兴起了多座铁路车站，它们之间并未通过铁路相连。
在大教堂旁边、备受争议的新建公铁两用桥梁选址于1854年得到确定后，当局便开始考虑如何将这座其后被称为“大教堂桥”的建筑，连接至莱茵河沿岸的既有货运和临时客运车站（特兰克巷旁的“莱茵车站”）。车皮通过升降机放下的计划，使人们很快意识到，必须建造一座中央车站来连接莱茵河左右两岸的铁路运输。1857年，该市腾出了科隆大学的老植物园区域，以用作车站建设。这个选址同样具有争议：一方面，旧城墙内失去了唯一的绿地；另一方面，大教堂营造师恩斯特·弗里德里希·茨维尔纳则担心一旦发生战争，作为铁路枢纽的车站可能成为受袭目标，从而也将影响到大教堂。尽管如此，计划仍然得到执行；铁路线是从马克西敏街升起的桥梁越过莱茵河而来，然而继续跨越平地层的艾格尔石街，并在骑士街和魏登巷之间穿过中世纪的城墙。
所谓的“中央车站”（Centralbahnhof）是由RhE受托根据赫尔曼·奥托·普夫劳默的蓝图而自1857年开建，并于同年由BCE接手。站房与大教堂桥同时于1859年开放。中央车站是一个尽头站与通过站的结合体：来自西部的RhE列车会在四条尽头线终到，而从大教堂桥驶来的CME列车则使用两条直通轨道。
中央车站很快便达到了其容量极限，但作为运营商的RhE却对车站扩建的兴趣有限，因为这将使主要竞争对手从中受益。故此，直至1880年左右铁路公司实现国有化之后，车站的扩建才得以认真着手规划。

### 火车总站

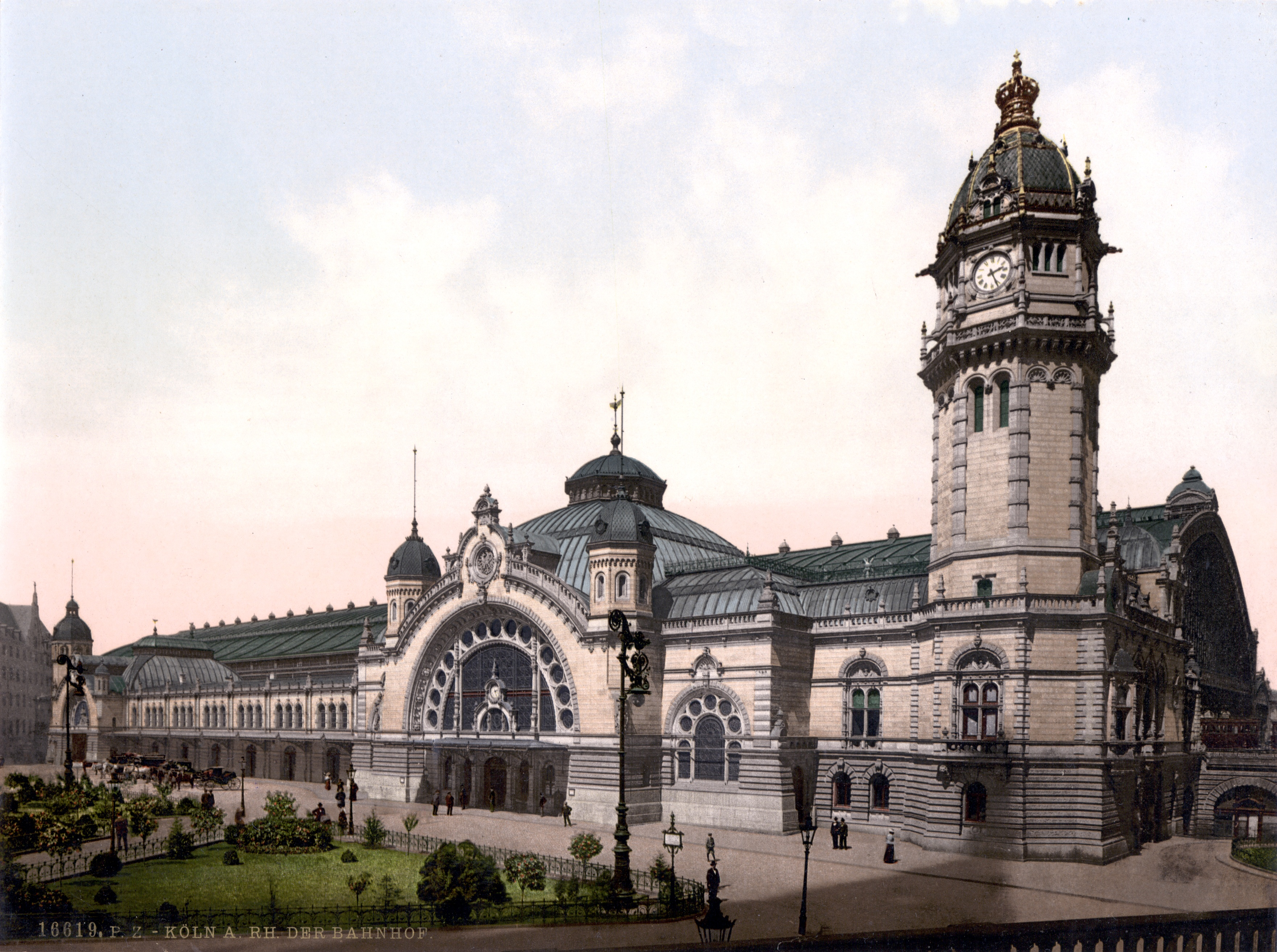
1900左右的火车总站

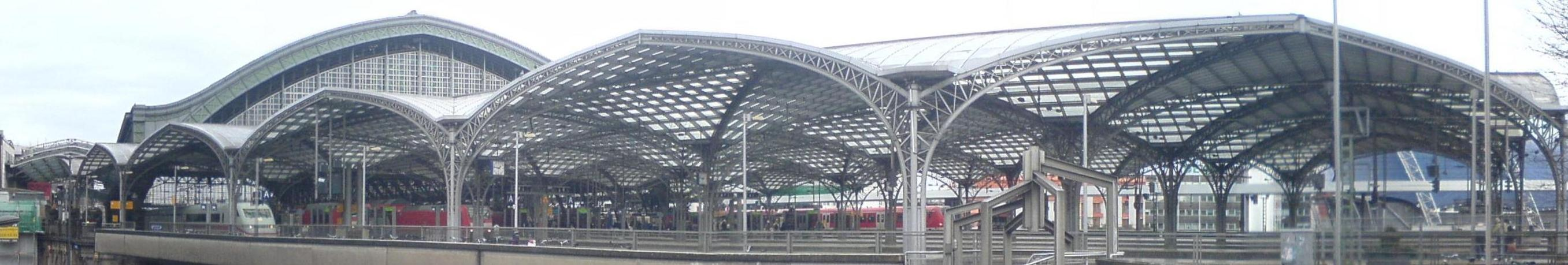
月台顶篷，建于1990年代末

对于新的火车总站共有两种规划方案：
- 在芬洛街以北的空地上新建大型火车总站，并将中央车站降格为支车站；
- 在原址以新建筑代替中央车站，并参照柏林城铁抬高轨道设施，同时在城铁线路旁建造两座下属客运站（科隆西站和科隆南站）及一条货运绕行线。

尽管柏林当局主张第二种方案，但科隆则存在意见分歧。政客们提出论证，认为新建车站过于庞大，会导致莱茵河与大教堂之间的空间变小。另一方面，在车站附近拥有地皮的商人们担心，若车站搬迁会使其物业的价值锐减。1883年1月9日，科隆市议会最终以大多数票，通过采纳由柏林工程师制定平面图的第二种方案，即维持大教堂旁边的选址。建设工程自1889年启动。轨道被提高了六米，其下方的间隙有一半以泥土填充，并根据亚琛建筑师格奥尔格·弗伦岑的蓝图建造了一座新的车站大楼。奠基仪式于1892年5月7日举行。在车站的新建过程中，周边的许多房屋都被拆除。
1894年，基于伦敦圣潘克拉斯车站而设计的大型三元式列车大堂落成。中央大堂当时的最大跨度为64米，横跨如今的2至7道；两个13.5米宽的厢堂则横跨1道和8道。在全长255米的大堂中，还建有一座两层楼高、配以桁架及小型青铜色陶制圆顶的候车大楼，旅客可由此轻松到达中央大堂内的所有轨道。在候车大楼前的大堂中部则各设有四条尽头线，供来自西部和东部的列车终到。此外，候车大楼两侧还各有两条直通轨道。
列车大堂有部分是在原中央车站的基础上建造。但后者在施工的过程中并未完全回填，因此如今用于车站供电的缆线便铺设于此。
在对整个铁路交通进行重构的过程中（1909年至1915年），最为显著的标志是新建的“南桥”和四线的“霍亨索伦桥”，大堂内的候车大楼为此遭到拆除，所有轨道都被改造为直通线。在北侧则铺设了第九条轨道。轨道下方的区域自此得到完整利用。位于特兰克巷和约翰尼斯街（Johannisstraße）上仅有的一等和二等候车室在第二次世界大战和随后的整修中幸存了下来，如今被称为“老候车室”，用作餐厅和活动中心。
从旧邮政总局（距火车总站以西约200米）还创建了一条隧道，通过该隧道可以直接往返于车站运送信件和包裹。邮政总局原址如今已成为一座老人院；但隧道及相关地下设施则仍然存在，并被用作储存和供应餐车所需的食品及饮料。

### 改建及新建

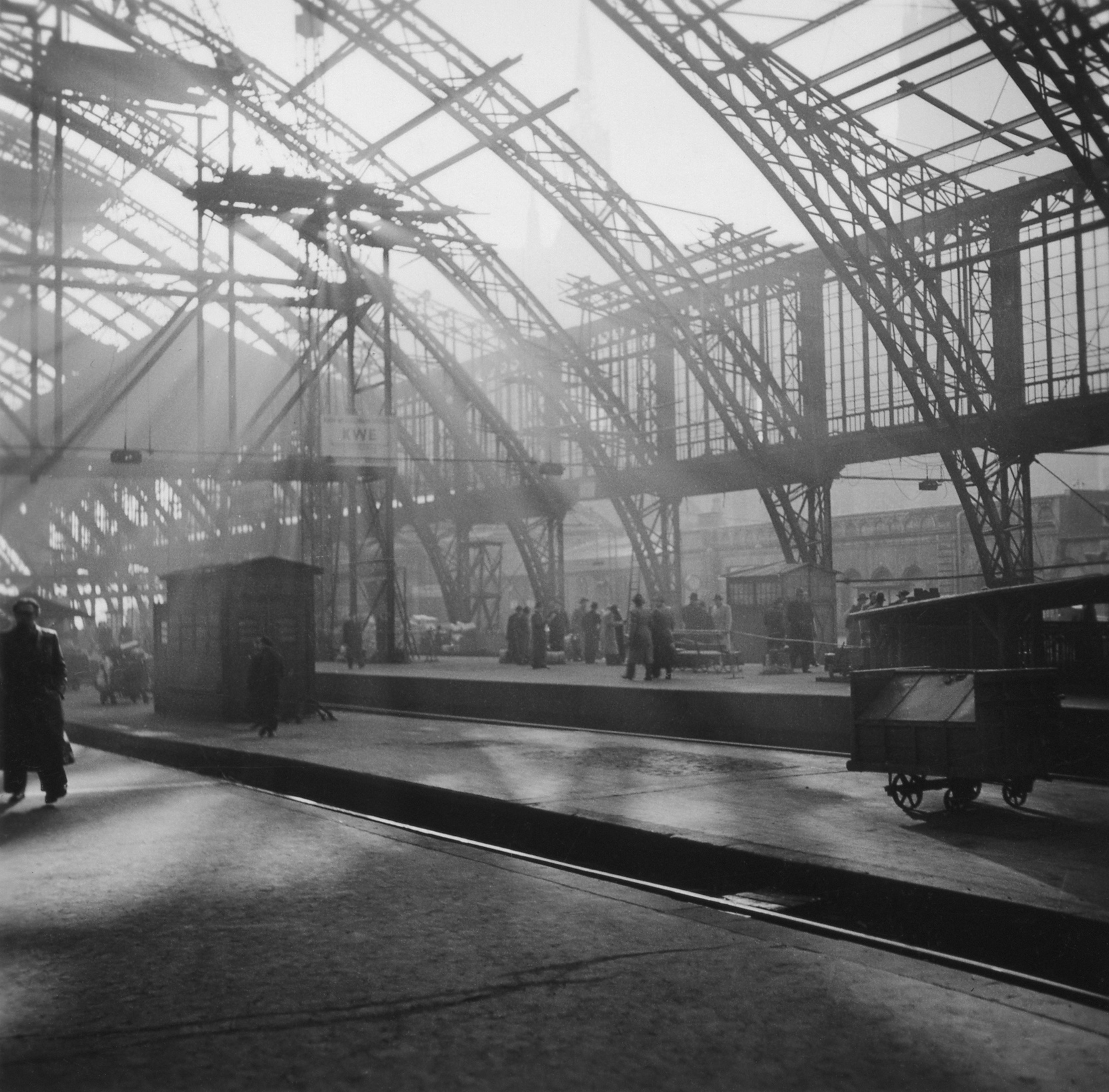
战争对列车大堂的破坏，1951年

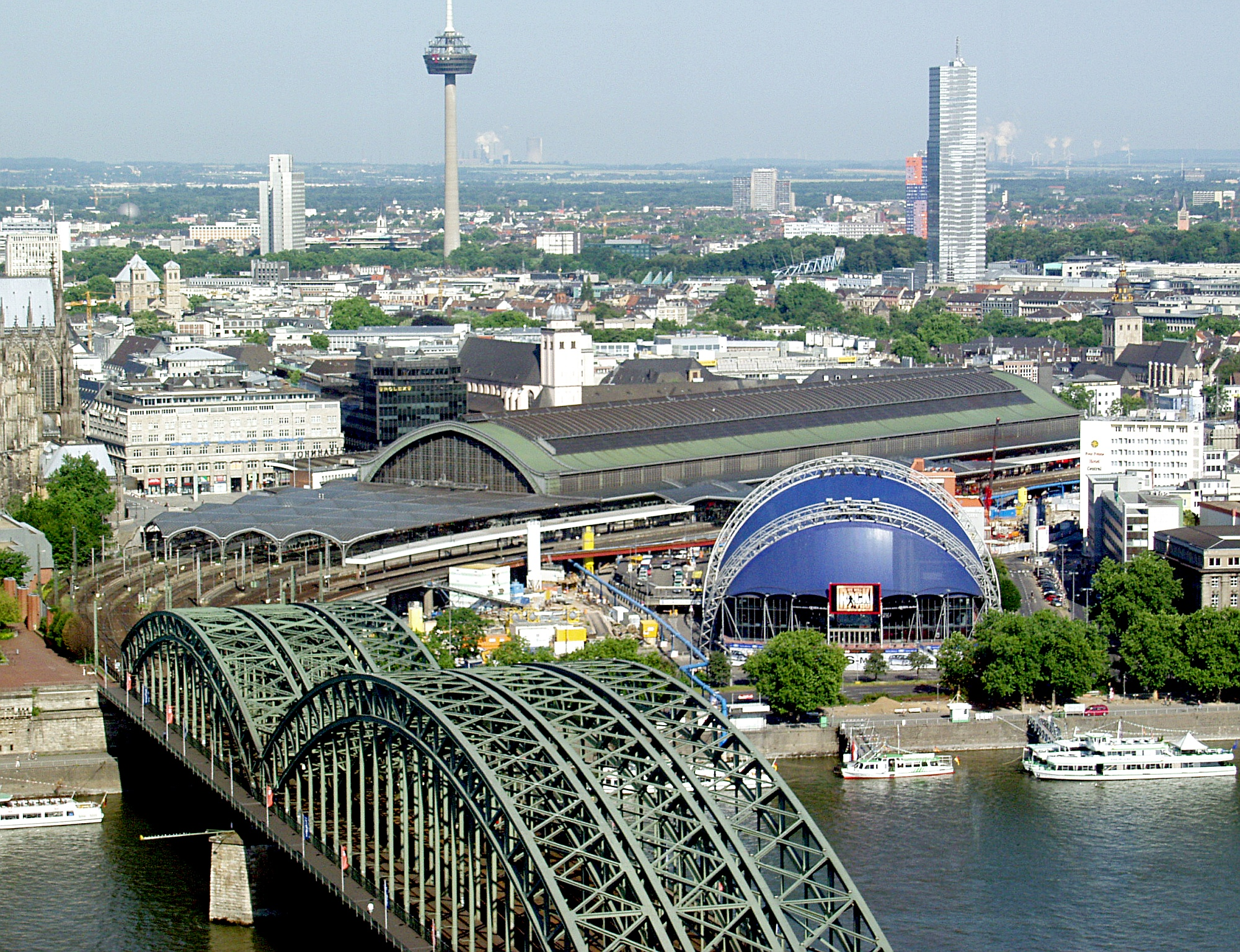
科隆总站，前景为霍亨索伦桥，右前是

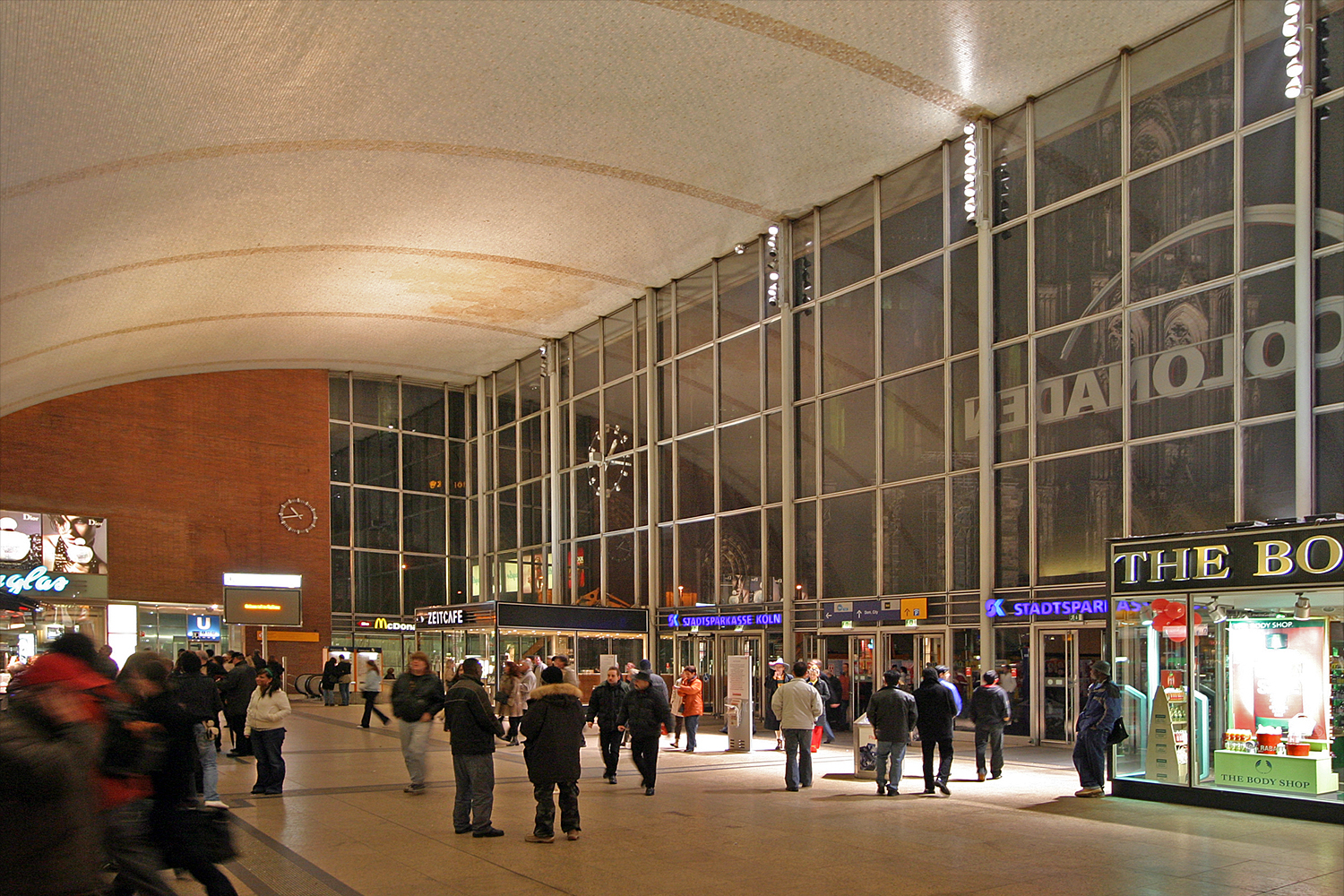
科隆总站的入口大堂

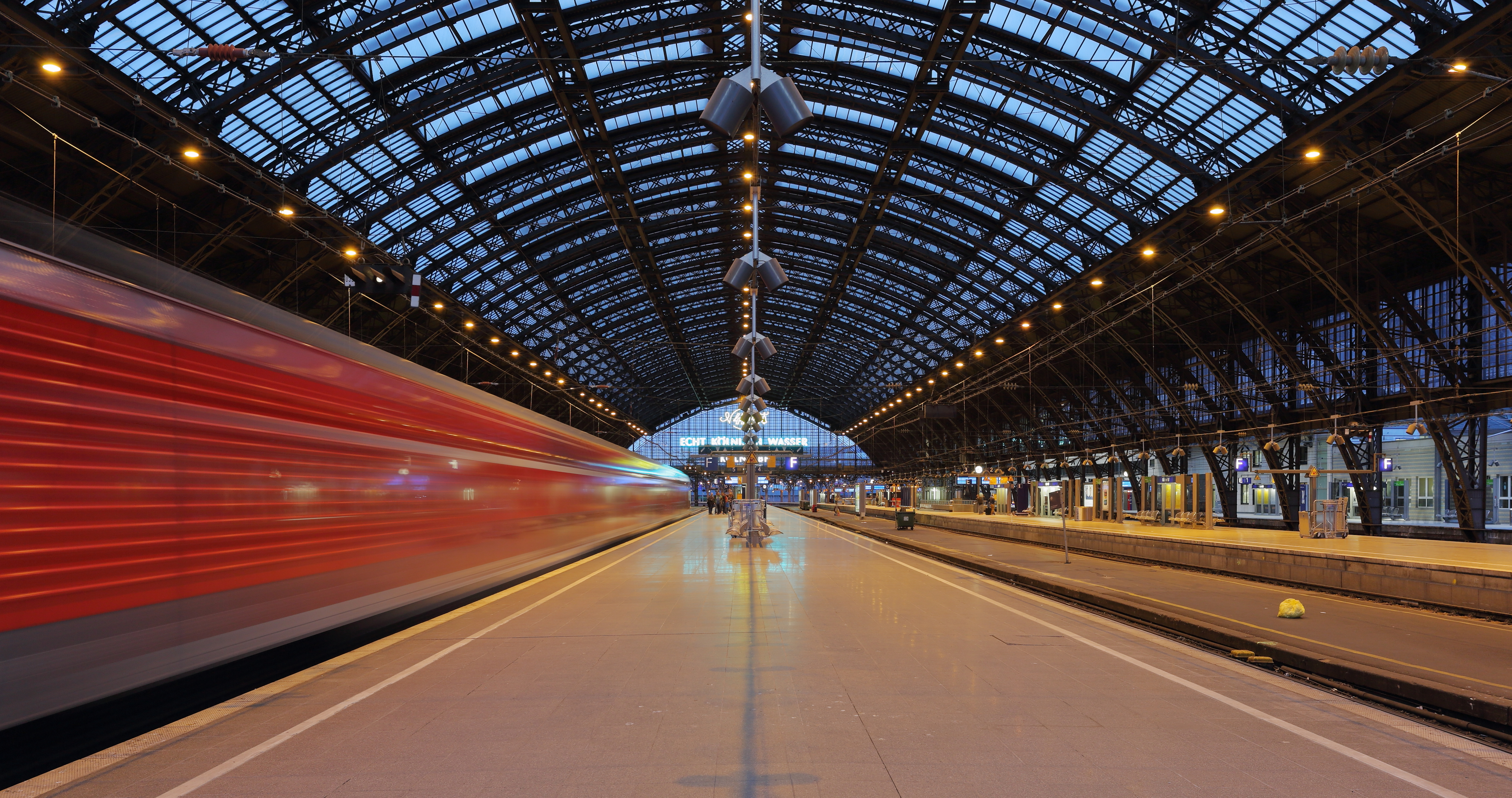
主大堂的黄昏

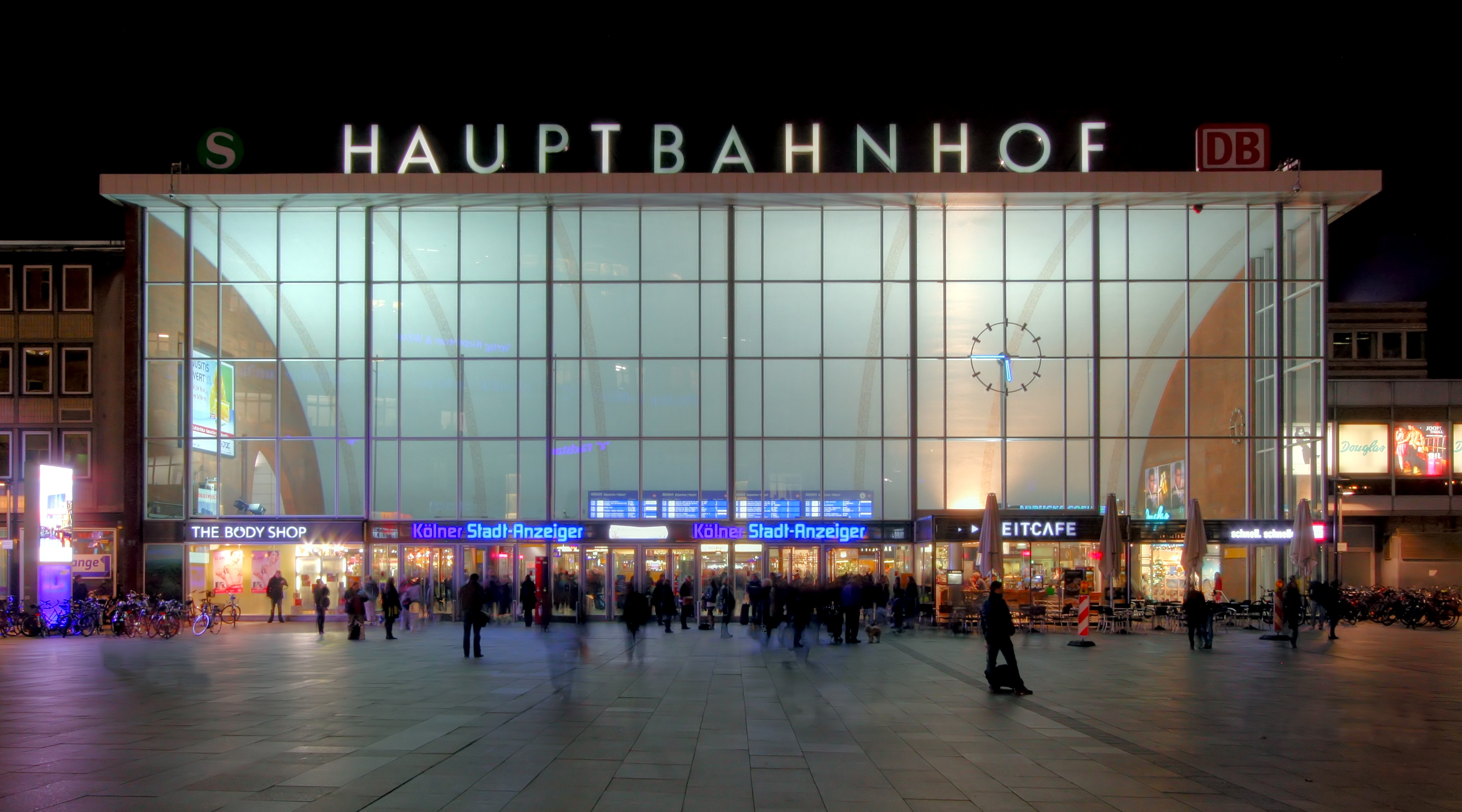
车站大楼及站前广场之夜

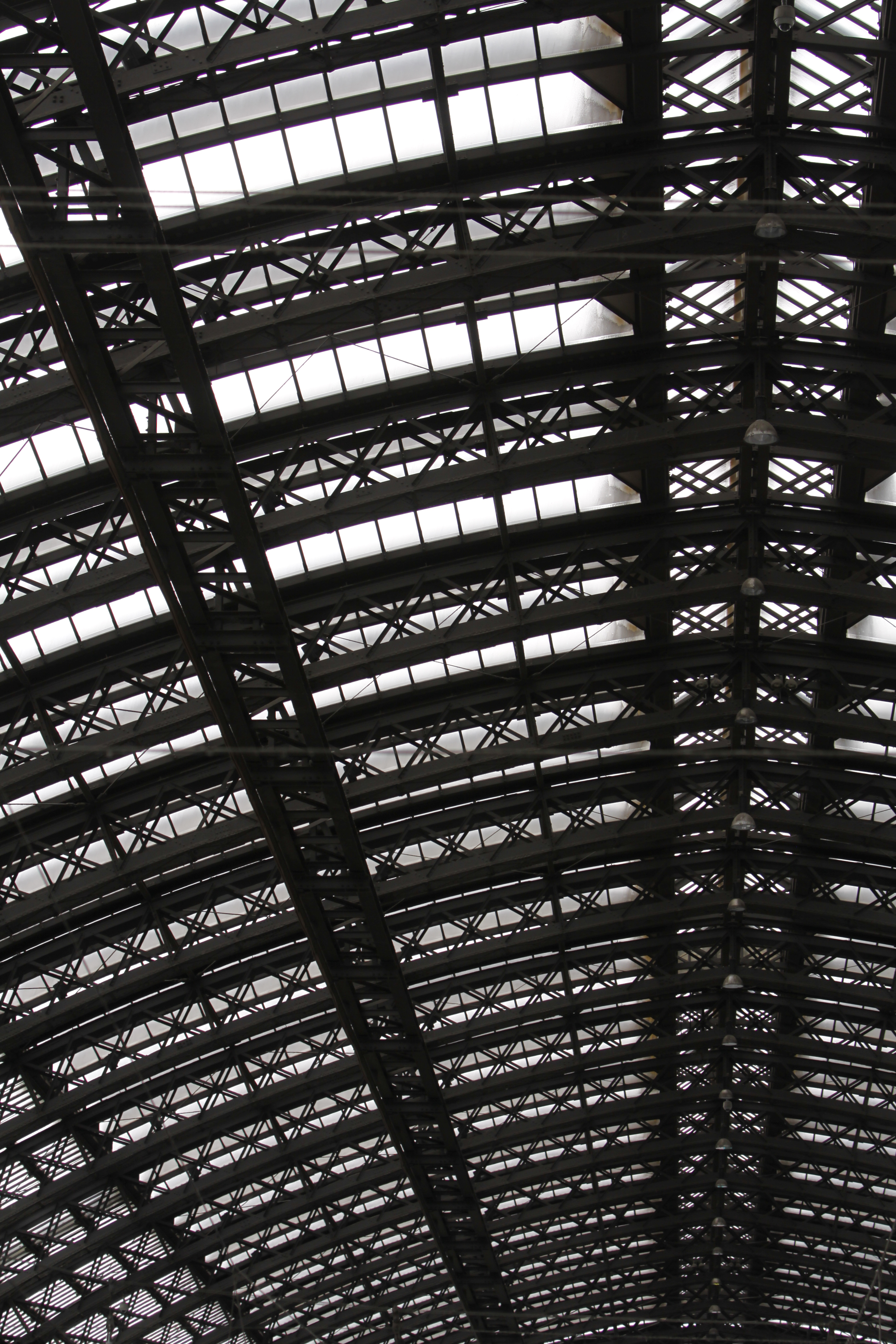
大堂顶部的钢构

第二次世界大战期间，科隆火车总站受到了空袭的严重破坏。因此，当局于战后曾就是否应在格雷昂货运站——即今传媒公园的所在地新建一座火车总站，而进行了数年的考量。为此，火车总站的重建工作非常缓慢，科隆人只得勉强使用临时建筑达十年之久。
首先，在1953年，被毁的西侧长形建筑由一栋带行包处理设施的现代建筑和一家旅馆所取代。仅轻微受损并作临时修复的旧车站大楼直至1955年才拆除，一个主要原因是它被视为普鲁士统治的象征。与科隆-多伊茨车站类似，其列车大堂也计划拆除。这是由于蒸汽机车所产生的的碳烟会导致屋顶结构总是很脏，从而几乎使日光几乎无法照入室内。然而出于成本原因，拆除工作未能实现；而1957年开始的铁路电气化则为该问题提供了长期的解决方法。
1957年9月23日，新的车站大楼落成，它是根据建筑师施密特和施耐德的蓝图建造，具有醒目的碗形屋顶结构，并在面对站前广场一侧采用高耸的全玻璃幕墙。而战后通过清理马克西敏街（Maximinenstraße）、大教堂街（Domstraße）、霍费尔巷（Hofergasse）、赫尔曼街（Hermannstraße）以及整体迁移金子巷（Goldgasse），使得火车总站北侧的布雷斯劳广场于1945年成为了第二个站前广场。

### 1975年起的扩建
在1991年之前的城市快铁建设过程中，整条铁路线、火车总站以及霍亨索伦桥都进行了两条独立轨道的扩建。火车总站率先于1975年增设了两条到发线（10道和11道），而霍亨索伦桥则于1988年通过快铁主线铁路增至六条轨道。轨道及增设的月台均采用独立式的混凝土菌形件支承。进一步向北延伸的两条轨道则在施工过程中已作预留。
在1970年代，配备七名员工的一座中继信号所投入使用，取代了原先的座个设施。其中两名调度员（东区和西区）负责控制从科隆西至科隆-多伊茨间共六公里长的范围。
从1989－1991年，车站大堂前部以及大堂与入口大堂之间的月台顶篷被布斯曼+哈贝雷尔和斯特凡·波洛尼的新设计所取代，这与相邻的路德维希博物馆如出一辙；而被列为文物保护建筑的大堂本身则已于1987年完成了大规模翻新。

### 2000年左右的现代化改造至今
从1997年至2000年，科隆火车总站进行了现代化改造，投资总额约为2亿德国马克。至2000年3月29日，现代化的火车总站正式投入使用。其入口层建有一座购物中心，即所谓的“科隆之店”（Colonaden），当中包含70家商店和餐厅，营业面积逾11500平方米，约有700名员工。其空间来自于此前用作行李寄存和仓库区域或未利用的空间。各个商店均与一个供货渠道网络相连。在现代化改造的过程中，还安装了欧洲首套全自动行李寄存系统，至今仍是德国唯一的同类系统。它在三个地下层设有近千个储柜，可由电脑控制进行调取。每月约有20000件行李存放于此。该系统在初期曾出现一些故障，以至于寄存行李无法调取，而必须由德国铁路进行转送。德国铁路还在车站设立了一个3S中心，以对月台进行广播并对车站进行视频监控。
轨道设施的纵倾坡度为千分之7.9。这经常会导致溜车事故的发生。从2009年至2003年中期，共录得13起同类事件。受影响的列车通常是在制动测试期间溜动。这些事故曾导致铁路工人受轻伤。
在订票中心上方的首层，有一个供一等车厢旅客和常旅客使用的德铁贵宾厅。该候车区毗邻1道，也可以由该月台进入。
2015-16年除夕夜，在车站区域和大教堂平台曾发生大规模性侵和盗窃事件。2018年10月15日，站内的一家快餐店及其客人遭到纵火袭击，歹徒更是在一家药房内挟持人质，事件在警察特种部队介入后得以迅速平息。

### 未来规划
2010年3月31日在杜塞尔多夫举行，由德国铁路、联邦政府和北威州政府参与的三方铁路峰会上，通过了于2019年之前在布雷斯劳广场旁增设一个快铁月台和两条快铁轨道，以扩大车站规模的决议。如今，这些工作计划至2030年完成。据测算，扩建费用约为6000万欧元。
为应对计划自2016年起开行、通往伦敦的城际快车服务，以及落实对相关人员和行李的管控，1道月台将通过增设海关保护区进行扩建。然而截至2019年4月，与伦敦的连接或快铁线路的扩展均未实现。铁路部门称比利时和法国当局对城际快车的适航证审批是造成延期的主要原因。目前尚无新的落实时间表。此外，前往伦敦的列车必须穿越整个西侧的轨道前地，这在操作上难以实施。
2014年12月，德国铁路对用于科隆火车总站的一个电子信号所公布了全欧范围内的首份性能规划。它应于2020年接管快铁运输，至2024年接管长途及区域运输。在7道和8道之间，即通往霍亨索伦桥的通道上将增设一条额外的横渡线。快铁运输将至2021年底完成调整，区域及长途运输则至2024年底前完成调整。通过欧洲列车控制系统（ETCS）和月台改造，火车总站至展会/多伊茨站之间的快铁轨道性能将提高30%。
2019年4月，建筑师保罗·伯姆宣布了他希望将科隆火车总站移至地下的计划，而地上则应由一个绿化设施从传媒公园穿过霍亨索伦桥一直延伸至多伊茨。伯姆愿景的蓝本是纽约一条经过改造的原高架铁路线，改造后的高线公园现已成为曼哈顿一处极具吸引力的公共空间。在过去，关于火车总站搬迁的规划也时有提及。

## 交通

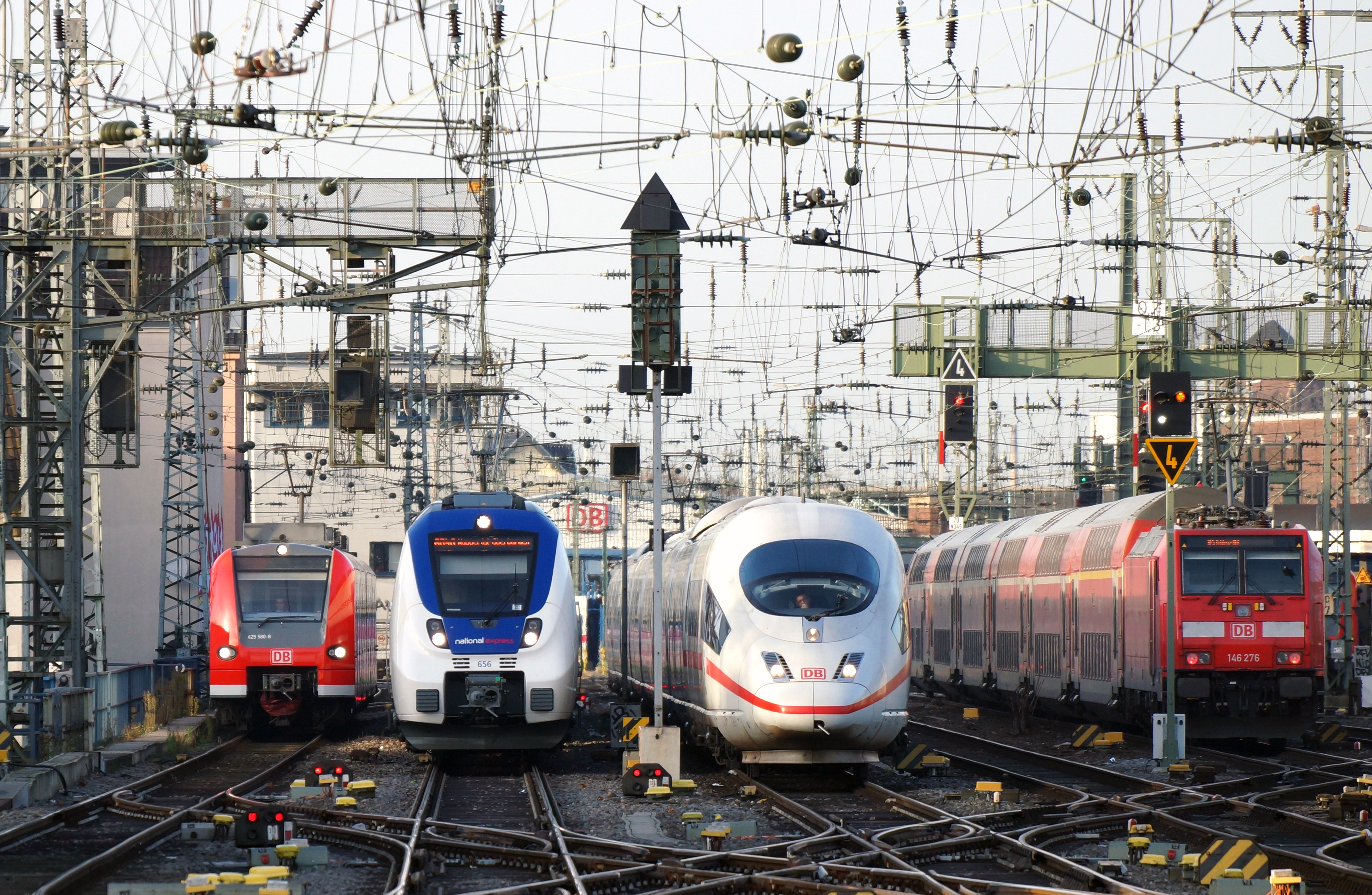
不同类别的列车在科隆总站

科隆火车总站是欧洲铁路长途运输的枢纽之一。科隆在莱茵河两岸均有长途铁路线通过。因此，位于莱茵河左岸的火车总站与右岸的科隆展会/多伊茨车站组成了一个整体，并通过霍亨索伦桥实现相连。来自鲁尔区、德国南部、瑞士、荷兰和比利时的长途列车会在火车总站交集，而科隆展会/多伊茨车站（低月台）则连接了另外两条经行莱茵河右岸的城际快铁路线。因此，在过去曾有多种直接与两者相连的设想出现，例如跨越莱茵河的电动步道，但这些有争议的方案皆因成本过于昂贵而遭到否决。
共有11条线路在科隆铁路枢纽呈星状交汇，每天约有310000人次的旅客和约1220班次的列车在此进出。从科隆火车总站出发的列车每小时可以运送高达70000人，其发车密度为全德最高。
科隆火车总站与霍亨索伦桥是科隆地区铁路运输的中心瓶颈。长途运输主要由东南出口往多伊茨方向的四条轨道承担；区域运输则主要使用西侧通道。从许尔特-卡尔绍伊伦而来以及来自施泰因街方向的汇入线路已达到运力极限。扩大供应几乎是不可能的，因为既有信号所无法调整追踪计划。预期在2030年及以后的时间线上也将会发生超负荷的现象。铁路内部正在积极讨论扩容的措施，但在《联邦交通基建规划》的框架下尚无具体解决方案。
在相邻的霍亨索伦桥，列车的平均延误时间为一分钟。为了提高准点率，应将每日的轨道重复分配量从20次增加至60次，并在至少有7分钟以上的停站时才补充长途列车的餐饮供应。快铁列车的最短追踪间隔为3.3分钟；若要应付交通需求，则需降至2.5分钟。
| 莱茵河左岸 | 莱茵河左岸 | 莱茵河     | 莱茵河右岸    | 莱茵河右岸 |
| --- | ---------- | ---------- | ------------- | --- |
| - 下莱茵左岸铁路往诺伊斯 - 高速铁路往亚琛 - 铁路往门兴格拉德巴赫 - 莱茵河左岸铁路往波恩 - 科隆货运绕行铁路 - 艾费尔铁路往奥伊斯基兴/特里尔 | 火车总站   | 霍亨索伦桥 | 展会/多伊茨站 | - 铁路往杜塞尔多夫 - 铁路往贝吉施格拉德巴赫 - 铁路往伍珀塔尔 - 锡格铁路 - 阿格河谷铁路 - 机场回线 - 高速铁路往法兰克福/威斯巴登 - 莱茵河右岸铁路往莱茵河畔林茨 |

### 长途运输
科隆火车总站是众多城际快车（ICE）和城际列车（IC）路线的交汇点，通常每一至两小时便有一班到达该站。此外，由奥地利联邦铁路开行的夜间列车品牌“夜捷列车”也会在该站办客。德国运营商弗利克斯列车还在此开行有从亚琛经科隆至莱比锡往返，以及从科隆至汉堡往返的长途班次。
| 路线     | 经由 | 经由 | 经由 | 经由 | 经由 | 经由 | 经由 | 频率      |
| -------- | --- | --- | --- | --- | --- | --- | --- | --------- |
| ICE 1    | 汉堡 － 埃森 － 杜伊斯堡 － 杜塞尔多夫 － 科隆 | 汉堡 － 埃森 － 杜伊斯堡 － 杜塞尔多夫 － 科隆 | 汉堡 － 埃森 － 杜伊斯堡 － 杜塞尔多夫 － 科隆 | 汉堡 － 埃森 － 杜伊斯堡 － 杜塞尔多夫 － 科隆 | 汉堡 － 埃森 － 杜伊斯堡 － 杜塞尔多夫 － 科隆 | 汉堡 － 埃森 － 杜伊斯堡 － 杜塞尔多夫 － 科隆 | 汉堡 － 埃森 － 杜伊斯堡 － 杜塞尔多夫 － 科隆 | 个别班次  |
| ICE 10   | 柏林 － 沃尔夫斯堡 － 汉诺威 － 比勒费尔德 － 哈姆 － 哈根 － 伍珀塔尔 － 科隆 （－ 波恩 － 科布伦茨）                                                                | 柏林 － 沃尔夫斯堡 － 汉诺威 － 比勒费尔德 － 哈姆 － 哈根 － 伍珀塔尔 － 科隆 （－ 波恩 － 科布伦茨）                                                                | 柏林 － 沃尔夫斯堡 － 汉诺威 － 比勒费尔德 － 哈姆 － 哈根 － 伍珀塔尔 － 科隆 （－ 波恩 － 科布伦茨）                                                                | 柏林 － 沃尔夫斯堡 － 汉诺威 － 比勒费尔德 － 哈姆 － 哈根 － 伍珀塔尔 － 科隆 （－ 波恩 － 科布伦茨）                                                                | 柏林 － 沃尔夫斯堡 － 汉诺威 － 比勒费尔德 － 哈姆 － 哈根 － 伍珀塔尔 － 科隆 （－ 波恩 － 科布伦茨）                                                                | 柏林 － 沃尔夫斯堡 － 汉诺威 － 比勒费尔德 － 哈姆 － 哈根 － 伍珀塔尔 － 科隆 （－ 波恩 － 科布伦茨）                                                                | 柏林 － 沃尔夫斯堡 － 汉诺威 － 比勒费尔德 － 哈姆 － 哈根 － 伍珀塔尔 － 科隆 （－ 波恩 － 科布伦茨）                                                                | 两小时1班 |
| ICE 30   | 汉堡-阿尔托纳 － 汉堡 － 不来梅 － 迪普霍尔茨 － 奥斯纳布吕克 － 明斯特 － 盖尔森基兴 － 埃森 － 杜伊斯堡 － 杜塞尔多夫 － 科隆                                       | 汉堡-阿尔托纳 － 汉堡 － 不来梅 － 迪普霍尔茨 － 奥斯纳布吕克 － 明斯特 － 盖尔森基兴 － 埃森 － 杜伊斯堡 － 杜塞尔多夫 － 科隆                                       | 汉堡-阿尔托纳 － 汉堡 － 不来梅 － 迪普霍尔茨 － 奥斯纳布吕克 － 明斯特 － 盖尔森基兴 － 埃森 － 杜伊斯堡 － 杜塞尔多夫 － 科隆                                       | 汉堡-阿尔托纳 － 汉堡 － 不来梅 － 迪普霍尔茨 － 奥斯纳布吕克 － 明斯特 － 盖尔森基兴 － 埃森 － 杜伊斯堡 － 杜塞尔多夫 － 科隆                                       | 汉堡-阿尔托纳 － 汉堡 － 不来梅 － 迪普霍尔茨 － 奥斯纳布吕克 － 明斯特 － 盖尔森基兴 － 埃森 － 杜伊斯堡 － 杜塞尔多夫 － 科隆                                       | 汉堡-阿尔托纳 － 汉堡 － 不来梅 － 迪普霍尔茨 － 奥斯纳布吕克 － 明斯特 － 盖尔森基兴 － 埃森 － 杜伊斯堡 － 杜塞尔多夫 － 科隆                                       | 汉堡-阿尔托纳 － 汉堡 － 不来梅 － 迪普霍尔茨 － 奥斯纳布吕克 － 明斯特 － 盖尔森基兴 － 埃森 － 杜伊斯堡 － 杜塞尔多夫 － 科隆                                       | 个别班次  |
| ICE 31   | 基尔 － 新明斯特 － | 基尔 － 新明斯特 － | 汉堡 － 不来梅 － 明斯特 － 多特蒙德 － 伍珀塔尔 － 科隆 － 波恩 － 美因茨 － 法兰克福 － 维尔茨堡 － 纽伦堡 －                                                       | 汉堡 － 不来梅 － 明斯特 － 多特蒙德 － 伍珀塔尔 － 科隆 － 波恩 － 美因茨 － 法兰克福 － 维尔茨堡 － 纽伦堡 －                                                       | 汉堡 － 不来梅 － 明斯特 － 多特蒙德 － 伍珀塔尔 － 科隆 － 波恩 － 美因茨 － 法兰克福 － 维尔茨堡 － 纽伦堡 －                                                       | 汉堡 － 不来梅 － 明斯特 － 多特蒙德 － 伍珀塔尔 － 科隆 － 波恩 － 美因茨 － 法兰克福 － 维尔茨堡 － 纽伦堡 －                                                       | 雷根斯堡 － 帕绍 | 两小时1班 |
| ICE 31   | 汉堡-阿尔托纳 － | 汉堡-阿尔托纳 － | 汉堡 － 不来梅 － 明斯特 － 多特蒙德 － 伍珀塔尔 － 科隆 － 波恩 － 美因茨 － 法兰克福 － 维尔茨堡 － 纽伦堡 －                                                       | 汉堡 － 不来梅 － 明斯特 － 多特蒙德 － 伍珀塔尔 － 科隆 － 波恩 － 美因茨 － 法兰克福 － 维尔茨堡 － 纽伦堡 －                                                       | 汉堡 － 不来梅 － 明斯特 － 多特蒙德 － 伍珀塔尔 － 科隆 － 波恩 － 美因茨 － 法兰克福 － 维尔茨堡 － 纽伦堡 －                                                       | 汉堡 － 不来梅 － 明斯特 － 多特蒙德 － 伍珀塔尔 － 科隆 － 波恩 － 美因茨 － 法兰克福 － 维尔茨堡 － 纽伦堡 －                                                       | 英戈尔施塔特 － 慕尼黑 | 两小时1班 |
| ICE 42   | （汉堡 － 不来梅 －） 多特蒙德 － 波鸿 － 埃森 － 杜伊斯堡 － 杜塞尔多夫 － 科隆 － 锡格堡/波恩 － 法兰克福机场 － 曼海姆 － 斯图加特 － 乌尔姆 － 奥格斯堡 － 慕尼黑 | （汉堡 － 不来梅 －） 多特蒙德 － 波鸿 － 埃森 － 杜伊斯堡 － 杜塞尔多夫 － 科隆 － 锡格堡/波恩 － 法兰克福机场 － 曼海姆 － 斯图加特 － 乌尔姆 － 奥格斯堡 － 慕尼黑 | （汉堡 － 不来梅 －） 多特蒙德 － 波鸿 － 埃森 － 杜伊斯堡 － 杜塞尔多夫 － 科隆 － 锡格堡/波恩 － 法兰克福机场 － 曼海姆 － 斯图加特 － 乌尔姆 － 奥格斯堡 － 慕尼黑 | （汉堡 － 不来梅 －） 多特蒙德 － 波鸿 － 埃森 － 杜伊斯堡 － 杜塞尔多夫 － 科隆 － 锡格堡/波恩 － 法兰克福机场 － 曼海姆 － 斯图加特 － 乌尔姆 － 奥格斯堡 － 慕尼黑 | （汉堡 － 不来梅 －） 多特蒙德 － 波鸿 － 埃森 － 杜伊斯堡 － 杜塞尔多夫 － 科隆 － 锡格堡/波恩 － 法兰克福机场 － 曼海姆 － 斯图加特 － 乌尔姆 － 奥格斯堡 － 慕尼黑 | （汉堡 － 不来梅 －） 多特蒙德 － 波鸿 － 埃森 － 杜伊斯堡 － 杜塞尔多夫 － 科隆 － 锡格堡/波恩 － 法兰克福机场 － 曼海姆 － 斯图加特 － 乌尔姆 － 奥格斯堡 － 慕尼黑 | （汉堡 － 不来梅 －） 多特蒙德 － 波鸿 － 埃森 － 杜伊斯堡 － 杜塞尔多夫 － 科隆 － 锡格堡/波恩 － 法兰克福机场 － 曼海姆 － 斯图加特 － 乌尔姆 － 奥格斯堡 － 慕尼黑 | 两小时1班 |
| ICE 43   | （汉诺威 － 比勒费尔德 － 哈姆 －） 多特蒙德 － 哈根 － 伍珀塔尔 － 科隆 － 锡格堡/波恩 － 法兰克福机场 － 曼海姆 － 卡尔斯鲁厄 － 奥芬堡 － 弗赖堡 － 巴塞尔         | （汉诺威 － 比勒费尔德 － 哈姆 －） 多特蒙德 － 哈根 － 伍珀塔尔 － 科隆 － 锡格堡/波恩 － 法兰克福机场 － 曼海姆 － 卡尔斯鲁厄 － 奥芬堡 － 弗赖堡 － 巴塞尔         | （汉诺威 － 比勒费尔德 － 哈姆 －） 多特蒙德 － 哈根 － 伍珀塔尔 － 科隆 － 锡格堡/波恩 － 法兰克福机场 － 曼海姆 － 卡尔斯鲁厄 － 奥芬堡 － 弗赖堡 － 巴塞尔         | （汉诺威 － 比勒费尔德 － 哈姆 －） 多特蒙德 － 哈根 － 伍珀塔尔 － 科隆 － 锡格堡/波恩 － 法兰克福机场 － 曼海姆 － 卡尔斯鲁厄 － 奥芬堡 － 弗赖堡 － 巴塞尔         | （汉诺威 － 比勒费尔德 － 哈姆 －） 多特蒙德 － 哈根 － 伍珀塔尔 － 科隆 － 锡格堡/波恩 － 法兰克福机场 － 曼海姆 － 卡尔斯鲁厄 － 奥芬堡 － 弗赖堡 － 巴塞尔         | （汉诺威 － 比勒费尔德 － 哈姆 －） 多特蒙德 － 哈根 － 伍珀塔尔 － 科隆 － 锡格堡/波恩 － 法兰克福机场 － 曼海姆 － 卡尔斯鲁厄 － 奥芬堡 － 弗赖堡 － 巴塞尔         | （汉诺威 － 比勒费尔德 － 哈姆 －） 多特蒙德 － 哈根 － 伍珀塔尔 － 科隆 － 锡格堡/波恩 － 法兰克福机场 － 曼海姆 － 卡尔斯鲁厄 － 奥芬堡 － 弗赖堡 － 巴塞尔         | 两小时1班 |
| ICE 45   | 科隆 － 科隆/波恩机场 － 锡格堡/波恩 － 蒙塔鲍尔 － 林堡南 － 威斯巴登 － 美因茨 － 曼海姆 － 海德堡 － 法伊欣根 － 斯图加特                                          | 科隆 － 科隆/波恩机场 － 锡格堡/波恩 － 蒙塔鲍尔 － 林堡南 － 威斯巴登 － 美因茨 － 曼海姆 － 海德堡 － 法伊欣根 － 斯图加特                                          | 科隆 － 科隆/波恩机场 － 锡格堡/波恩 － 蒙塔鲍尔 － 林堡南 － 威斯巴登 － 美因茨 － 曼海姆 － 海德堡 － 法伊欣根 － 斯图加特                                          | 科隆 － 科隆/波恩机场 － 锡格堡/波恩 － 蒙塔鲍尔 － 林堡南 － 威斯巴登 － 美因茨 － 曼海姆 － 海德堡 － 法伊欣根 － 斯图加特                                          | 科隆 － 科隆/波恩机场 － 锡格堡/波恩 － 蒙塔鲍尔 － 林堡南 － 威斯巴登 － 美因茨 － 曼海姆 － 海德堡 － 法伊欣根 － 斯图加特                                          | 科隆 － 科隆/波恩机场 － 锡格堡/波恩 － 蒙塔鲍尔 － 林堡南 － 威斯巴登 － 美因茨 － 曼海姆 － 海德堡 － 法伊欣根 － 斯图加特                                          | 科隆 － 科隆/波恩机场 － 锡格堡/波恩 － 蒙塔鲍尔 － 林堡南 － 威斯巴登 － 美因茨 － 曼海姆 － 海德堡 － 法伊欣根 － 斯图加特                                          | 个别班次  |
| ICE 49   | 科隆 － 科隆/波恩机场 － 锡格堡/波恩 － 蒙塔鲍尔 － 林堡南 － 法兰克福机场 － 法兰克福                                                                                | 科隆 － 科隆/波恩机场 － 锡格堡/波恩 － 蒙塔鲍尔 － 林堡南 － 法兰克福机场 － 法兰克福                                                                                | 科隆 － 科隆/波恩机场 － 锡格堡/波恩 － 蒙塔鲍尔 － 林堡南 － 法兰克福机场 － 法兰克福                                                                                | 科隆 － 科隆/波恩机场 － 锡格堡/波恩 － 蒙塔鲍尔 － 林堡南 － 法兰克福机场 － 法兰克福                                                                                | 科隆 － 科隆/波恩机场 － 锡格堡/波恩 － 蒙塔鲍尔 － 林堡南 － 法兰克福机场 － 法兰克福                                                                                | 科隆 － 科隆/波恩机场 － 锡格堡/波恩 － 蒙塔鲍尔 － 林堡南 － 法兰克福机场 － 法兰克福                                                                                | 科隆 － 科隆/波恩机场 － 锡格堡/波恩 － 蒙塔鲍尔 － 林堡南 － 法兰克福机场 － 法兰克福                                                                                | 个别班次  |
| ICE 78   | 阿姆斯特丹 － 乌得勒支 － 阿纳姆 － 奥伯豪森 － 杜伊斯堡 － 杜塞尔多夫 － 科隆 － 法兰克福机场 － 法兰克福                                                            | 阿姆斯特丹 － 乌得勒支 － 阿纳姆 － 奥伯豪森 － 杜伊斯堡 － 杜塞尔多夫 － 科隆 － 法兰克福机场 － 法兰克福                                                            | 阿姆斯特丹 － 乌得勒支 － 阿纳姆 － 奥伯豪森 － 杜伊斯堡 － 杜塞尔多夫 － 科隆 － 法兰克福机场 － 法兰克福                                                            | 阿姆斯特丹 － 乌得勒支 － 阿纳姆 － 奥伯豪森 － 杜伊斯堡 － 杜塞尔多夫 － 科隆 － 法兰克福机场 － 法兰克福                                                            | 阿姆斯特丹 － 乌得勒支 － 阿纳姆 － 奥伯豪森 － 杜伊斯堡 － 杜塞尔多夫 － 科隆 － 法兰克福机场 － 法兰克福                                                            | 阿姆斯特丹 － 乌得勒支 － 阿纳姆 － 奥伯豪森 － 杜伊斯堡 － 杜塞尔多夫 － 科隆 － 法兰克福机场 － 法兰克福                                                            | 阿姆斯特丹 － 乌得勒支 － 阿纳姆 － 奥伯豪森 － 杜伊斯堡 － 杜塞尔多夫 － 科隆 － 法兰克福机场 － 法兰克福                                                            | 两小时1班 |
| ICE 79   | 布鲁塞尔 － 列日 － 亚琛 － 科隆 － 法兰克福机场 － 法兰克福 | 布鲁塞尔 － 列日 － 亚琛 － 科隆 － 法兰克福机场 － 法兰克福 | 布鲁塞尔 － 列日 － 亚琛 － 科隆 － 法兰克福机场 － 法兰克福 | 布鲁塞尔 － 列日 － 亚琛 － 科隆 － 法兰克福机场 － 法兰克福 | 布鲁塞尔 － 列日 － 亚琛 － 科隆 － 法兰克福机场 － 法兰克福 | 布鲁塞尔 － 列日 － 亚琛 － 科隆 － 法兰克福机场 － 法兰克福 | 布鲁塞尔 － 列日 － 亚琛 － 科隆 － 法兰克福机场 － 法兰克福 | 两小时1班 |
| THA 80   | 多特蒙德 － 埃森 － 杜伊斯堡 － 杜塞尔多夫 － 杜塞尔多夫机场 － 科隆 － 亚琛 － 列日 － 布鲁塞尔 － 巴黎                                                              | 多特蒙德 － 埃森 － 杜伊斯堡 － 杜塞尔多夫 － 杜塞尔多夫机场 － 科隆 － 亚琛 － 列日 － 布鲁塞尔 － 巴黎                                                              | 多特蒙德 － 埃森 － 杜伊斯堡 － 杜塞尔多夫 － 杜塞尔多夫机场 － 科隆 － 亚琛 － 列日 － 布鲁塞尔 － 巴黎                                                              | 多特蒙德 － 埃森 － 杜伊斯堡 － 杜塞尔多夫 － 杜塞尔多夫机场 － 科隆 － 亚琛 － 列日 － 布鲁塞尔 － 巴黎                                                              | 多特蒙德 － 埃森 － 杜伊斯堡 － 杜塞尔多夫 － 杜塞尔多夫机场 － 科隆 － 亚琛 － 列日 － 布鲁塞尔 － 巴黎                                                              | 多特蒙德 － 埃森 － 杜伊斯堡 － 杜塞尔多夫 － 杜塞尔多夫机场 － 科隆 － 亚琛 － 列日 － 布鲁塞尔 － 巴黎                                                              | 多特蒙德 － 埃森 － 杜伊斯堡 － 杜塞尔多夫 － 杜塞尔多夫机场 － 科隆 － 亚琛 － 列日 － 布鲁塞尔 － 巴黎                                                              | 个别班次  |
| ICE 91   | 多特蒙德 － | 波鸿 － 埃森 － 杜伊斯堡 － 杜塞尔多夫 － | 科隆 － 波恩 － 美因茨 － 法兰克福 － 维尔茨堡 － 纽伦堡 － 雷根斯堡 － 帕绍 － 林茨 － 圣珀尔滕 － 维也纳                                                            | 科隆 － 波恩 － 美因茨 － 法兰克福 － 维尔茨堡 － 纽伦堡 － 雷根斯堡 － 帕绍 － 林茨 － 圣珀尔滕 － 维也纳                                                            | 科隆 － 波恩 － 美因茨 － 法兰克福 － 维尔茨堡 － 纽伦堡 － 雷根斯堡 － 帕绍 － 林茨 － 圣珀尔滕 － 维也纳                                                            | 科隆 － 波恩 － 美因茨 － 法兰克福 － 维尔茨堡 － 纽伦堡 － 雷根斯堡 － 帕绍 － 林茨 － 圣珀尔滕 － 维也纳                                                            | 科隆 － 波恩 － 美因茨 － 法兰克福 － 维尔茨堡 － 纽伦堡 － 雷根斯堡 － 帕绍 － 林茨 － 圣珀尔滕 － 维也纳                                                            | 2对班次   |
| ICE 91   | 多特蒙德 － | 哈根 － 伍珀塔尔 － 索林根 － | 科隆 － 波恩 － 美因茨 － 法兰克福 － 维尔茨堡 － 纽伦堡 － 雷根斯堡 － 帕绍 － 林茨 － 圣珀尔滕 － 维也纳                                                            | 科隆 － 波恩 － 美因茨 － 法兰克福 － 维尔茨堡 － 纽伦堡 － 雷根斯堡 － 帕绍 － 林茨 － 圣珀尔滕 － 维也纳                                                            | 科隆 － 波恩 － 美因茨 － 法兰克福 － 维尔茨堡 － 纽伦堡 － 雷根斯堡 － 帕绍 － 林茨 － 圣珀尔滕 － 维也纳                                                            | 科隆 － 波恩 － 美因茨 － 法兰克福 － 维尔茨堡 － 纽伦堡 － 雷根斯堡 － 帕绍 － 林茨 － 圣珀尔滕 － 维也纳                                                            | 科隆 － 波恩 － 美因茨 － 法兰克福 － 维尔茨堡 － 纽伦堡 － 雷根斯堡 － 帕绍 － 林茨 － 圣珀尔滕 － 维也纳                                                            | 2对班次   |
| IC 30    | 韦斯特兰 － 尼比尔 － 胡苏姆 － 海德 － 伊策霍 － | 韦斯特兰 － 尼比尔 － 胡苏姆 － 海德 － 伊策霍 － | 汉堡 － 不来梅 － 奥斯纳布吕克 － 明斯特 － 多特蒙德 － 埃森 － 杜伊斯堡 － 杜塞尔多夫 － 科隆 － 波恩 － 科布伦茨 － 美因茨 － 曼海姆 － 斯图加特                    | 汉堡 － 不来梅 － 奥斯纳布吕克 － 明斯特 － 多特蒙德 － 埃森 － 杜伊斯堡 － 杜塞尔多夫 － 科隆 － 波恩 － 科布伦茨 － 美因茨 － 曼海姆 － 斯图加特                    | 汉堡 － 不来梅 － 奥斯纳布吕克 － 明斯特 － 多特蒙德 － 埃森 － 杜伊斯堡 － 杜塞尔多夫 － 科隆 － 波恩 － 科布伦茨 － 美因茨 － 曼海姆 － 斯图加特                    | 汉堡 － 不来梅 － 奥斯纳布吕克 － 明斯特 － 多特蒙德 － 埃森 － 杜伊斯堡 － 杜塞尔多夫 － 科隆 － 波恩 － 科布伦茨 － 美因茨 － 曼海姆 － 斯图加特                    | 汉堡 － 不来梅 － 奥斯纳布吕克 － 明斯特 － 多特蒙德 － 埃森 － 杜伊斯堡 － 杜塞尔多夫 － 科隆 － 波恩 － 科布伦茨 － 美因茨 － 曼海姆 － 斯图加特                    | 两小时1班 |
| IC 30    | 宾茨 － 施特拉尔松德 － 罗斯托克 － 什未林 － | | 汉堡 － 不来梅 － 奥斯纳布吕克 － 明斯特 － 多特蒙德 － 埃森 － 杜伊斯堡 － 杜塞尔多夫 － 科隆 － 波恩 － 科布伦茨 － 美因茨 － 曼海姆 － 斯图加特                    | 汉堡 － 不来梅 － 奥斯纳布吕克 － 明斯特 － 多特蒙德 － 埃森 － 杜伊斯堡 － 杜塞尔多夫 － 科隆 － 波恩 － 科布伦茨 － 美因茨 － 曼海姆 － 斯图加特                    | 汉堡 － 不来梅 － 奥斯纳布吕克 － 明斯特 － 多特蒙德 － 埃森 － 杜伊斯堡 － 杜塞尔多夫 － 科隆 － 波恩 － 科布伦茨 － 美因茨 － 曼海姆 － 斯图加特                    | 汉堡 － 不来梅 － 奥斯纳布吕克 － 明斯特 － 多特蒙德 － 埃森 － 杜伊斯堡 － 杜塞尔多夫 － 科隆 － 波恩 － 科布伦茨 － 美因茨 － 曼海姆 － 斯图加特                    | 汉堡 － 不来梅 － 奥斯纳布吕克 － 明斯特 － 多特蒙德 － 埃森 － 杜伊斯堡 － 杜塞尔多夫 － 科隆 － 波恩 － 科布伦茨 － 美因茨 － 曼海姆 － 斯图加特                    | 两小时1班 |
| EC 30    | 汉堡 － 不来梅 － 多特蒙德 － 埃森 － 杜伊斯堡 － 杜塞尔多夫 － 科隆 － 波恩 － 科布伦茨 － 美因茨 － 曼海姆 － 卡尔斯鲁厄 － 弗赖堡 － 巴塞尔 － 苏黎世 / 因特拉肯   | 汉堡 － 不来梅 － 多特蒙德 － 埃森 － 杜伊斯堡 － 杜塞尔多夫 － 科隆 － 波恩 － 科布伦茨 － 美因茨 － 曼海姆 － 卡尔斯鲁厄 － 弗赖堡 － 巴塞尔 － 苏黎世 / 因特拉肯   | 汉堡 － 不来梅 － 多特蒙德 － 埃森 － 杜伊斯堡 － 杜塞尔多夫 － 科隆 － 波恩 － 科布伦茨 － 美因茨 － 曼海姆 － 卡尔斯鲁厄 － 弗赖堡 － 巴塞尔 － 苏黎世 / 因特拉肯   | 汉堡 － 不来梅 － 多特蒙德 － 埃森 － 杜伊斯堡 － 杜塞尔多夫 － 科隆 － 波恩 － 科布伦茨 － 美因茨 － 曼海姆 － 卡尔斯鲁厄 － 弗赖堡 － 巴塞尔 － 苏黎世 / 因特拉肯   | 汉堡 － 不来梅 － 多特蒙德 － 埃森 － 杜伊斯堡 － 杜塞尔多夫 － 科隆 － 波恩 － 科布伦茨 － 美因茨 － 曼海姆 － 卡尔斯鲁厄 － 弗赖堡 － 巴塞尔 － 苏黎世 / 因特拉肯   | 汉堡 － 不来梅 － 多特蒙德 － 埃森 － 杜伊斯堡 － 杜塞尔多夫 － 科隆 － 波恩 － 科布伦茨 － 美因茨 － 曼海姆 － 卡尔斯鲁厄 － 弗赖堡 － 巴塞尔 － 苏黎世 / 因特拉肯   | 汉堡 － 不来梅 － 多特蒙德 － 埃森 － 杜伊斯堡 － 杜塞尔多夫 － 科隆 － 波恩 － 科布伦茨 － 美因茨 － 曼海姆 － 卡尔斯鲁厄 － 弗赖堡 － 巴塞尔 － 苏黎世 / 因特拉肯   | 个别班次  |
| IC 31    | 基尔 － | 汉堡 － 不来梅 － 明斯特 － 多特蒙德 － | 哈根 － 伍珀塔尔 － 索林根 － | 科隆 － 波恩 － 科布伦茨 － 美因茨 － 法兰克福 － 阿沙芬堡 － 维尔茨堡 －                                                                                             | 科隆 － 波恩 － 科布伦茨 － 美因茨 － 法兰克福 － 阿沙芬堡 － 维尔茨堡 －                                                                                             | 纽伦堡 （－ 帕绍） | 纽伦堡 （－ 帕绍） | 两小时1班 |
| IC 31    | 吕贝克 － | 汉堡 － 不来梅 － 明斯特 － 多特蒙德 － | 埃森 － 杜伊斯堡 － 杜塞尔多夫 － | 科隆 － 波恩 － 科布伦茨 － 美因茨 － 法兰克福 － 阿沙芬堡 － 维尔茨堡 －                                                                                             | 科隆 － 波恩 － 科布伦茨 － 美因茨 － 法兰克福 － 阿沙芬堡 － 维尔茨堡 －                                                                                             | 奥格斯堡 － 慕尼黑 | 奥格斯堡 － 慕尼黑 | 两小时1班 |
| IC/EC 32 | （柏林 － 沃尔夫斯堡 － 汉诺威 －） 明斯特 / 多特蒙德 － 波鸿 － 埃森 － 杜伊斯堡 － 杜塞尔多夫 － 科隆 － 波恩 － 科布伦茨 － 美因茨 － 曼海姆 － 斯图加特 －        | （柏林 － 沃尔夫斯堡 － 汉诺威 －） 明斯特 / 多特蒙德 － 波鸿 － 埃森 － 杜伊斯堡 － 杜塞尔多夫 － 科隆 － 波恩 － 科布伦茨 － 美因茨 － 曼海姆 － 斯图加特 －        | （柏林 － 沃尔夫斯堡 － 汉诺威 －） 明斯特 / 多特蒙德 － 波鸿 － 埃森 － 杜伊斯堡 － 杜塞尔多夫 － 科隆 － 波恩 － 科布伦茨 － 美因茨 － 曼海姆 － 斯图加特 －        | （柏林 － 沃尔夫斯堡 － 汉诺威 －） 明斯特 / 多特蒙德 － 波鸿 － 埃森 － 杜伊斯堡 － 杜塞尔多夫 － 科隆 － 波恩 － 科布伦茨 － 美因茨 － 曼海姆 － 斯图加特 －        | （柏林 － 沃尔夫斯堡 － 汉诺威 －） 明斯特 / 多特蒙德 － 波鸿 － 埃森 － 杜伊斯堡 － 杜塞尔多夫 － 科隆 － 波恩 － 科布伦茨 － 美因茨 － 曼海姆 － 斯图加特 －        | 乌尔姆 － | 慕尼黑 － 克拉根福 | 两小时1班 |
| IC/EC 32 | （柏林 － 沃尔夫斯堡 － 汉诺威 －） 明斯特 / 多特蒙德 － 波鸿 － 埃森 － 杜伊斯堡 － 杜塞尔多夫 － 科隆 － 波恩 － 科布伦茨 － 美因茨 － 曼海姆 － 斯图加特 －        | （柏林 － 沃尔夫斯堡 － 汉诺威 －） 明斯特 / 多特蒙德 － 波鸿 － 埃森 － 杜伊斯堡 － 杜塞尔多夫 － 科隆 － 波恩 － 科布伦茨 － 美因茨 － 曼海姆 － 斯图加特 －        | （柏林 － 沃尔夫斯堡 － 汉诺威 －） 明斯特 / 多特蒙德 － 波鸿 － 埃森 － 杜伊斯堡 － 杜塞尔多夫 － 科隆 － 波恩 － 科布伦茨 － 美因茨 － 曼海姆 － 斯图加特 －        | （柏林 － 沃尔夫斯堡 － 汉诺威 －） 明斯特 / 多特蒙德 － 波鸿 － 埃森 － 杜伊斯堡 － 杜塞尔多夫 － 科隆 － 波恩 － 科布伦茨 － 美因茨 － 曼海姆 － 斯图加特 －        | （柏林 － 沃尔夫斯堡 － 汉诺威 －） 明斯特 / 多特蒙德 － 波鸿 － 埃森 － 杜伊斯堡 － 杜塞尔多夫 － 科隆 － 波恩 － 科布伦茨 － 美因茨 － 曼海姆 － 斯图加特 －        | 乌尔姆 － | 林道 － 因斯布鲁克 | 两小时1班 |
| IC/EC 32 | （柏林 － 沃尔夫斯堡 － 汉诺威 －） 明斯特 / 多特蒙德 － 波鸿 － 埃森 － 杜伊斯堡 － 杜塞尔多夫 － 科隆 － 波恩 － 科布伦茨 － 美因茨 － 曼海姆 － 斯图加特 －        | （柏林 － 沃尔夫斯堡 － 汉诺威 －） 明斯特 / 多特蒙德 － 波鸿 － 埃森 － 杜伊斯堡 － 杜塞尔多夫 － 科隆 － 波恩 － 科布伦茨 － 美因茨 － 曼海姆 － 斯图加特 －        | （柏林 － 沃尔夫斯堡 － 汉诺威 －） 明斯特 / 多特蒙德 － 波鸿 － 埃森 － 杜伊斯堡 － 杜塞尔多夫 － 科隆 － 波恩 － 科布伦茨 － 美因茨 － 曼海姆 － 斯图加特 －        | （柏林 － 沃尔夫斯堡 － 汉诺威 －） 明斯特 / 多特蒙德 － 波鸿 － 埃森 － 杜伊斯堡 － 杜塞尔多夫 － 科隆 － 波恩 － 科布伦茨 － 美因茨 － 曼海姆 － 斯图加特 －        | （柏林 － 沃尔夫斯堡 － 汉诺威 －） 明斯特 / 多特蒙德 － 波鸿 － 埃森 － 杜伊斯堡 － 杜塞尔多夫 － 科隆 － 波恩 － 科布伦茨 － 美因茨 － 曼海姆 － 斯图加特 －        | 乌尔姆 － | 奥伯斯多夫 | 两小时1班 |
| IC/EC 32 | （柏林 － 沃尔夫斯堡 － 汉诺威 －） 明斯特 / 多特蒙德 － 波鸿 － 埃森 － 杜伊斯堡 － 杜塞尔多夫 － 科隆 － 波恩 － 科布伦茨 － 美因茨 － 曼海姆 － 斯图加特 －        | （柏林 － 沃尔夫斯堡 － 汉诺威 －） 明斯特 / 多特蒙德 － 波鸿 － 埃森 － 杜伊斯堡 － 杜塞尔多夫 － 科隆 － 波恩 － 科布伦茨 － 美因茨 － 曼海姆 － 斯图加特 －        | （柏林 － 沃尔夫斯堡 － 汉诺威 －） 明斯特 / 多特蒙德 － 波鸿 － 埃森 － 杜伊斯堡 － 杜塞尔多夫 － 科隆 － 波恩 － 科布伦茨 － 美因茨 － 曼海姆 － 斯图加特 －        | （柏林 － 沃尔夫斯堡 － 汉诺威 －） 明斯特 / 多特蒙德 － 波鸿 － 埃森 － 杜伊斯堡 － 杜塞尔多夫 － 科隆 － 波恩 － 科布伦茨 － 美因茨 － 曼海姆 － 斯图加特 －        | （柏林 － 沃尔夫斯堡 － 汉诺威 －） 明斯特 / 多特蒙德 － 波鸿 － 埃森 － 杜伊斯堡 － 杜塞尔多夫 － 科隆 － 波恩 － 科布伦茨 － 美因茨 － 曼海姆 － 斯图加特 －        | 蒂宾根 | | 两小时1班 |
| IC 35    | 诺德代希 － 埃姆登 － 明斯特 － 盖尔森基兴 － 奥伯豪森 － 杜伊斯堡 － 杜塞尔多夫 － 科隆 （－ 波恩 － 科布伦茨 － 美因茨 － 曼海姆 － 康斯坦茨 / 斯图加特）           | 诺德代希 － 埃姆登 － 明斯特 － 盖尔森基兴 － 奥伯豪森 － 杜伊斯堡 － 杜塞尔多夫 － 科隆 （－ 波恩 － 科布伦茨 － 美因茨 － 曼海姆 － 康斯坦茨 / 斯图加特）           | 诺德代希 － 埃姆登 － 明斯特 － 盖尔森基兴 － 奥伯豪森 － 杜伊斯堡 － 杜塞尔多夫 － 科隆 （－ 波恩 － 科布伦茨 － 美因茨 － 曼海姆 － 康斯坦茨 / 斯图加特）           | 诺德代希 － 埃姆登 － 明斯特 － 盖尔森基兴 － 奥伯豪森 － 杜伊斯堡 － 杜塞尔多夫 － 科隆 （－ 波恩 － 科布伦茨 － 美因茨 － 曼海姆 － 康斯坦茨 / 斯图加特）           | 诺德代希 － 埃姆登 － 明斯特 － 盖尔森基兴 － 奥伯豪森 － 杜伊斯堡 － 杜塞尔多夫 － 科隆 （－ 波恩 － 科布伦茨 － 美因茨 － 曼海姆 － 康斯坦茨 / 斯图加特）           | 诺德代希 － 埃姆登 － 明斯特 － 盖尔森基兴 － 奥伯豪森 － 杜伊斯堡 － 杜塞尔多夫 － 科隆 （－ 波恩 － 科布伦茨 － 美因茨 － 曼海姆 － 康斯坦茨 / 斯图加特）           | 诺德代希 － 埃姆登 － 明斯特 － 盖尔森基兴 － 奥伯豪森 － 杜伊斯堡 － 杜塞尔多夫 － 科隆 （－ 波恩 － 科布伦茨 － 美因茨 － 曼海姆 － 康斯坦茨 / 斯图加特）           | 两小时1班 |
| IC 37    | 杜塞尔多夫 － 科隆 － 波恩 － 雷马根 － 安德纳赫 － 科布伦茨 － 科赫姆 － 维特利希 － 施韦希 － 特里尔 － 瓦瑟比利希 － 卢森堡                                        | 杜塞尔多夫 － 科隆 － 波恩 － 雷马根 － 安德纳赫 － 科布伦茨 － 科赫姆 － 维特利希 － 施韦希 － 特里尔 － 瓦瑟比利希 － 卢森堡                                        | 杜塞尔多夫 － 科隆 － 波恩 － 雷马根 － 安德纳赫 － 科布伦茨 － 科赫姆 － 维特利希 － 施韦希 － 特里尔 － 瓦瑟比利希 － 卢森堡                                        | 杜塞尔多夫 － 科隆 － 波恩 － 雷马根 － 安德纳赫 － 科布伦茨 － 科赫姆 － 维特利希 － 施韦希 － 特里尔 － 瓦瑟比利希 － 卢森堡                                        | 杜塞尔多夫 － 科隆 － 波恩 － 雷马根 － 安德纳赫 － 科布伦茨 － 科赫姆 － 维特利希 － 施韦希 － 特里尔 － 瓦瑟比利希 － 卢森堡                                        | 杜塞尔多夫 － 科隆 － 波恩 － 雷马根 － 安德纳赫 － 科布伦茨 － 科赫姆 － 维特利希 － 施韦希 － 特里尔 － 瓦瑟比利希 － 卢森堡                                        | 杜塞尔多夫 － 科隆 － 波恩 － 雷马根 － 安德纳赫 － 科布伦茨 － 科赫姆 － 维特利希 － 施韦希 － 特里尔 － 瓦瑟比利希 － 卢森堡                                        | 1对班次   |
| IC 55    | 德累斯顿 － 里萨 － 莱比锡 － 哈勒 － 马格德堡 － 不伦瑞克 － 汉诺威 － 黑尔福德 － 比勒费尔德 － 哈姆 － 多特蒙德 － 哈根 － 伍珀塔尔 － 索林根 － 科隆              | 德累斯顿 － 里萨 － 莱比锡 － 哈勒 － 马格德堡 － 不伦瑞克 － 汉诺威 － 黑尔福德 － 比勒费尔德 － 哈姆 － 多特蒙德 － 哈根 － 伍珀塔尔 － 索林根 － 科隆              | 德累斯顿 － 里萨 － 莱比锡 － 哈勒 － 马格德堡 － 不伦瑞克 － 汉诺威 － 黑尔福德 － 比勒费尔德 － 哈姆 － 多特蒙德 － 哈根 － 伍珀塔尔 － 索林根 － 科隆              | 德累斯顿 － 里萨 － 莱比锡 － 哈勒 － 马格德堡 － 不伦瑞克 － 汉诺威 － 黑尔福德 － 比勒费尔德 － 哈姆 － 多特蒙德 － 哈根 － 伍珀塔尔 － 索林根 － 科隆              | 德累斯顿 － 里萨 － 莱比锡 － 哈勒 － 马格德堡 － 不伦瑞克 － 汉诺威 － 黑尔福德 － 比勒费尔德 － 哈姆 － 多特蒙德 － 哈根 － 伍珀塔尔 － 索林根 － 科隆              | 德累斯顿 － 里萨 － 莱比锡 － 哈勒 － 马格德堡 － 不伦瑞克 － 汉诺威 － 黑尔福德 － 比勒费尔德 － 哈姆 － 多特蒙德 － 哈根 － 伍珀塔尔 － 索林根 － 科隆              | 德累斯顿 － 里萨 － 莱比锡 － 哈勒 － 马格德堡 － 不伦瑞克 － 汉诺威 － 黑尔福德 － 比勒费尔德 － 哈姆 － 多特蒙德 － 哈根 － 伍珀塔尔 － 索林根 － 科隆              | 两小时1班 |
| FLX 20   | 汉堡 － 汉堡-哈尔堡 － 奥斯纳布吕克 － 明斯特 － 盖尔森基兴 － 埃森 － 杜伊斯堡 － 杜塞尔多夫 － 科隆                                                                 | 汉堡 － 汉堡-哈尔堡 － 奥斯纳布吕克 － 明斯特 － 盖尔森基兴 － 埃森 － 杜伊斯堡 － 杜塞尔多夫 － 科隆                                                                 | 汉堡 － 汉堡-哈尔堡 － 奥斯纳布吕克 － 明斯特 － 盖尔森基兴 － 埃森 － 杜伊斯堡 － 杜塞尔多夫 － 科隆                                                                 | 汉堡 － 汉堡-哈尔堡 － 奥斯纳布吕克 － 明斯特 － 盖尔森基兴 － 埃森 － 杜伊斯堡 － 杜塞尔多夫 － 科隆                                                                 | 汉堡 － 汉堡-哈尔堡 － 奥斯纳布吕克 － 明斯特 － 盖尔森基兴 － 埃森 － 杜伊斯堡 － 杜塞尔多夫 － 科隆                                                                 | 汉堡 － 汉堡-哈尔堡 － 奥斯纳布吕克 － 明斯特 － 盖尔森基兴 － 埃森 － 杜伊斯堡 － 杜塞尔多夫 － 科隆                                                                 | 汉堡 － 汉堡-哈尔堡 － 奥斯纳布吕克 － 明斯特 － 盖尔森基兴 － 埃森 － 杜伊斯堡 － 杜塞尔多夫 － 科隆                                                                 | 个别班次  |
| FLX 30   | 莱比锡 － 路德城维滕贝格 － 柏林南十字 － 柏林 － 柏林-斯潘道 － 汉诺威 － 多特蒙德 － 埃森 － 杜伊斯堡 － 杜塞尔多夫 － 科隆 － 亚琛                                 | 莱比锡 － 路德城维滕贝格 － 柏林南十字 － 柏林 － 柏林-斯潘道 － 汉诺威 － 多特蒙德 － 埃森 － 杜伊斯堡 － 杜塞尔多夫 － 科隆 － 亚琛                                 | 莱比锡 － 路德城维滕贝格 － 柏林南十字 － 柏林 － 柏林-斯潘道 － 汉诺威 － 多特蒙德 － 埃森 － 杜伊斯堡 － 杜塞尔多夫 － 科隆 － 亚琛                                 | 莱比锡 － 路德城维滕贝格 － 柏林南十字 － 柏林 － 柏林-斯潘道 － 汉诺威 － 多特蒙德 － 埃森 － 杜伊斯堡 － 杜塞尔多夫 － 科隆 － 亚琛                                 | 莱比锡 － 路德城维滕贝格 － 柏林南十字 － 柏林 － 柏林-斯潘道 － 汉诺威 － 多特蒙德 － 埃森 － 杜伊斯堡 － 杜塞尔多夫 － 科隆 － 亚琛                                 | 莱比锡 － 路德城维滕贝格 － 柏林南十字 － 柏林 － 柏林-斯潘道 － 汉诺威 － 多特蒙德 － 埃森 － 杜伊斯堡 － 杜塞尔多夫 － 科隆 － 亚琛                                 | 莱比锡 － 路德城维滕贝格 － 柏林南十字 － 柏林 － 柏林-斯潘道 － 汉诺威 － 多特蒙德 － 埃森 － 杜伊斯堡 － 杜塞尔多夫 － 科隆 － 亚琛                                 | 个别班次  |
| NJ 40421 | 杜塞尔多夫 － 科隆 － 波恩 － 科布伦茨 － 美因茨 － 法兰克福机场 － 法兰克福南 － 纽伦堡 － 雷根斯堡 － 帕绍 － 韦尔斯 － 林茨 － 圣珀尔滕 － 维也纳                  | 杜塞尔多夫 － 科隆 － 波恩 － 科布伦茨 － 美因茨 － 法兰克福机场 － 法兰克福南 － 纽伦堡 － 雷根斯堡 － 帕绍 － 韦尔斯 － 林茨 － 圣珀尔滕 － 维也纳                  | 杜塞尔多夫 － 科隆 － 波恩 － 科布伦茨 － 美因茨 － 法兰克福机场 － 法兰克福南 － 纽伦堡 － 雷根斯堡 － 帕绍 － 韦尔斯 － 林茨 － 圣珀尔滕 － 维也纳                  | 杜塞尔多夫 － 科隆 － 波恩 － 科布伦茨 － 美因茨 － 法兰克福机场 － 法兰克福南 － 纽伦堡 － 雷根斯堡 － 帕绍 － 韦尔斯 － 林茨 － 圣珀尔滕 － 维也纳                  | 杜塞尔多夫 － 科隆 － 波恩 － 科布伦茨 － 美因茨 － 法兰克福机场 － 法兰克福南 － 纽伦堡 － 雷根斯堡 － 帕绍 － 韦尔斯 － 林茨 － 圣珀尔滕 － 维也纳                  | 杜塞尔多夫 － 科隆 － 波恩 － 科布伦茨 － 美因茨 － 法兰克福机场 － 法兰克福南 － 纽伦堡 － 雷根斯堡 － 帕绍 － 韦尔斯 － 林茨 － 圣珀尔滕 － 维也纳                  | 杜塞尔多夫 － 科隆 － 波恩 － 科布伦茨 － 美因茨 － 法兰克福机场 － 法兰克福南 － 纽伦堡 － 雷根斯堡 － 帕绍 － 韦尔斯 － 林茨 － 圣珀尔滕 － 维也纳                  | 1对班次   |
| NJ 421   | 杜塞尔多夫 － 科隆 － 波恩 － 科布伦茨 － 美因茨 － 法兰克福机场 － 法兰克福南 － 纽伦堡 － 奥格斯堡 － 慕尼黑 － 沃格尔 － 因斯布鲁克                                | 杜塞尔多夫 － 科隆 － 波恩 － 科布伦茨 － 美因茨 － 法兰克福机场 － 法兰克福南 － 纽伦堡 － 奥格斯堡 － 慕尼黑 － 沃格尔 － 因斯布鲁克                                | 杜塞尔多夫 － 科隆 － 波恩 － 科布伦茨 － 美因茨 － 法兰克福机场 － 法兰克福南 － 纽伦堡 － 奥格斯堡 － 慕尼黑 － 沃格尔 － 因斯布鲁克                                | 杜塞尔多夫 － 科隆 － 波恩 － 科布伦茨 － 美因茨 － 法兰克福机场 － 法兰克福南 － 纽伦堡 － 奥格斯堡 － 慕尼黑 － 沃格尔 － 因斯布鲁克                                | 杜塞尔多夫 － 科隆 － 波恩 － 科布伦茨 － 美因茨 － 法兰克福机场 － 法兰克福南 － 纽伦堡 － 奥格斯堡 － 慕尼黑 － 沃格尔 － 因斯布鲁克                                | 杜塞尔多夫 － 科隆 － 波恩 － 科布伦茨 － 美因茨 － 法兰克福机场 － 法兰克福南 － 纽伦堡 － 奥格斯堡 － 慕尼黑 － 沃格尔 － 因斯布鲁克                                | 杜塞尔多夫 － 科隆 － 波恩 － 科布伦茨 － 美因茨 － 法兰克福机场 － 法兰克福南 － 纽伦堡 － 奥格斯堡 － 慕尼黑 － 沃格尔 － 因斯布鲁克                                | 1对班次   |
| NJ 425   | 布鲁塞尔 － 列日 － 亚琛 － 科隆 － 波恩 － 科布伦茨 － 美因茨 － 法兰克福机场 － 法兰克福南 － 纽伦堡 － 奥格斯堡 － 慕尼黑 － 沃格尔 － 因斯布鲁克                  | 布鲁塞尔 － 列日 － 亚琛 － 科隆 － 波恩 － 科布伦茨 － 美因茨 － 法兰克福机场 － 法兰克福南 － 纽伦堡 － 奥格斯堡 － 慕尼黑 － 沃格尔 － 因斯布鲁克                  | 布鲁塞尔 － 列日 － 亚琛 － 科隆 － 波恩 － 科布伦茨 － 美因茨 － 法兰克福机场 － 法兰克福南 － 纽伦堡 － 奥格斯堡 － 慕尼黑 － 沃格尔 － 因斯布鲁克                  | 布鲁塞尔 － 列日 － 亚琛 － 科隆 － 波恩 － 科布伦茨 － 美因茨 － 法兰克福机场 － 法兰克福南 － 纽伦堡 － 奥格斯堡 － 慕尼黑 － 沃格尔 － 因斯布鲁克                  | 布鲁塞尔 － 列日 － 亚琛 － 科隆 － 波恩 － 科布伦茨 － 美因茨 － 法兰克福机场 － 法兰克福南 － 纽伦堡 － 奥格斯堡 － 慕尼黑 － 沃格尔 － 因斯布鲁克                  | 布鲁塞尔 － 列日 － 亚琛 － 科隆 － 波恩 － 科布伦茨 － 美因茨 － 法兰克福机场 － 法兰克福南 － 纽伦堡 － 奥格斯堡 － 慕尼黑 － 沃格尔 － 因斯布鲁克                  | 布鲁塞尔 － 列日 － 亚琛 － 科隆 － 波恩 － 科布伦茨 － 美因茨 － 法兰克福机场 － 法兰克福南 － 纽伦堡 － 奥格斯堡 － 慕尼黑 － 沃格尔 － 因斯布鲁克                  | 1对班次   |
| NJ 50425 | 布鲁塞尔 － 列日 － 亚琛 － 科隆 － 波恩 － 科布伦茨 － 美因茨 － 法兰克福机场 － 法兰克福南 － 纽伦堡 － 雷根斯堡 － 帕绍 － 韦尔斯 － 林茨 － 圣珀尔滕 － 维也纳    | 布鲁塞尔 － 列日 － 亚琛 － 科隆 － 波恩 － 科布伦茨 － 美因茨 － 法兰克福机场 － 法兰克福南 － 纽伦堡 － 雷根斯堡 － 帕绍 － 韦尔斯 － 林茨 － 圣珀尔滕 － 维也纳    | 布鲁塞尔 － 列日 － 亚琛 － 科隆 － 波恩 － 科布伦茨 － 美因茨 － 法兰克福机场 － 法兰克福南 － 纽伦堡 － 雷根斯堡 － 帕绍 － 韦尔斯 － 林茨 － 圣珀尔滕 － 维也纳    | 布鲁塞尔 － 列日 － 亚琛 － 科隆 － 波恩 － 科布伦茨 － 美因茨 － 法兰克福机场 － 法兰克福南 － 纽伦堡 － 雷根斯堡 － 帕绍 － 韦尔斯 － 林茨 － 圣珀尔滕 － 维也纳    | 布鲁塞尔 － 列日 － 亚琛 － 科隆 － 波恩 － 科布伦茨 － 美因茨 － 法兰克福机场 － 法兰克福南 － 纽伦堡 － 雷根斯堡 － 帕绍 － 韦尔斯 － 林茨 － 圣珀尔滕 － 维也纳    | 布鲁塞尔 － 列日 － 亚琛 － 科隆 － 波恩 － 科布伦茨 － 美因茨 － 法兰克福机场 － 法兰克福南 － 纽伦堡 － 雷根斯堡 － 帕绍 － 韦尔斯 － 林茨 － 圣珀尔滕 － 维也纳    | 布鲁塞尔 － 列日 － 亚琛 － 科隆 － 波恩 － 科布伦茨 － 美因茨 － 法兰克福机场 － 法兰克福南 － 纽伦堡 － 雷根斯堡 － 帕绍 － 韦尔斯 － 林茨 － 圣珀尔滕 － 维也纳    | 1对班次   |

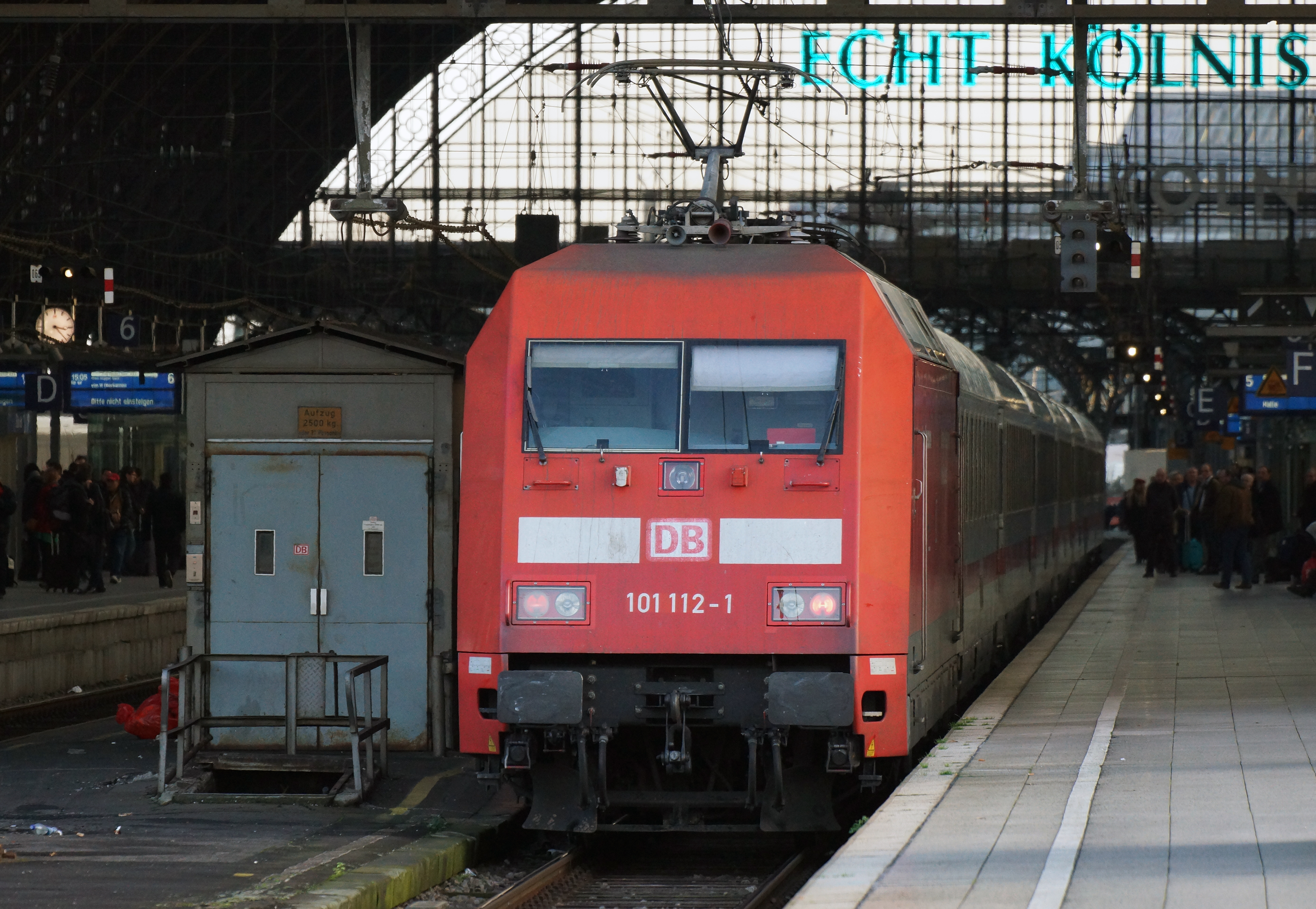
科隆总站的城际列车

通过各条不同的高速铁路，德国和西部邻国的大多数主要城市都可以在数小时内到达。大力士经由亚琛和布鲁塞尔通抵巴黎，ICE国际则从布鲁塞尔通往法兰克福，这两类高速列车每小时交替经科隆运行。
夜捷列车的NJ 421次与NJ 40421次、以及NJ 491次与NJ 40491次一样，会在纽伦堡解编和合编：NJ 421与NJ 40491合编后共同驶向因斯布鲁克，而NJ 40421则与NJ 491一起继续前往维也纳。由此，四班列车便可以实现两个班次的免换乘接驳。
在1989年的夏季运行图中，每天有403班列车在科隆火车总站到发，使之成为德国联邦铁路网络中最重要的枢纽。而在1996年的夏季运行图中，它仍以383班的图定长途列车到发量而位居德国铁路网络中的第二大枢纽（仅次于汉诺威火车总站）。

### 区域运输
科隆火车总站也是众多区域快车（RE）和区域列车路线的枢纽，它们大部分会以半小时或一小时的间隔到达科隆总站：
| 路线       | 经由 | 频率 |
| ---------- | --- | --- |
| RE 1       | 北威快线： 亚琛总站 － 亚琛-罗特埃尔德 － 艾伦多夫（仅加密班次） － 施托尔贝格总站 － 埃施韦勒总站 － 朗格韦厄 － 迪伦 － 霍勒姆 － 科隆-埃伦费尔德 － 科隆总站 － 科隆展会/多伊茨 － 科隆-米尔海姆 － 勒沃库森中心 － 杜塞尔多夫-本拉特 － 杜塞尔多夫总站 － 杜塞尔多夫机场 － 杜伊斯堡总站 － 米尔海姆总站 － 埃森总站 － 瓦滕沙伊德 － 波鸿总站 － 多特蒙德总站 － 多特蒙德-沙恩霍斯特（非1小时间隔，在诺德别格换向） － 多特蒙德-库尔 － 卡门-梅特勒（仅高峰时段） － 卡门 － 诺德别格（非每小时间隔，在多特蒙德-沙恩霍斯特换向） － 哈姆 数据截至2019年12月调图 | 60分钟 |
| RE 5 (RRX) | 莱茵快线： 韦瑟尔 － 腓特烈斯费尔德（2小时间隔） － 弗尔德 － 丁斯拉肯 － 奥伯豪森-霍尔滕（2小时间隔） － 奥伯豪森-施泰克拉德 － 奥伯豪森总站 － 杜伊斯堡总站 － 杜塞尔多夫机场 － 杜塞尔多夫总站 － 杜塞尔多夫-本拉特 － 勒沃库森中心 － 科隆-米尔海姆 － 科隆展会/多伊茨 － 科隆总站 － 科隆南 － 布吕尔 － 波恩总站 － 波恩联合国园区 － 波恩-巴特戈德斯贝格 － 雷马根 － 辛齐希 － 巴特布赖西希 － 安德纳赫 － 科布伦茨市中心 － 科布伦茨总站 数据截至2019年6月调图 | 60分钟 |
| RE 6 (RRX) | 威斯特法伦快线： 科隆/波恩机场 － 科隆展会/多伊茨 － 科隆总站 － 多尔马根 － 诺伊斯总站 － 杜塞尔多夫总站 － 杜塞尔多夫机场 － 杜伊斯堡总站 － 米尔海姆总站 － 埃森总站 － 瓦滕沙伊德 － 波鸿总站 － 多特蒙德总站 － 卡门 － 哈姆总站 － 希森 － 阿伦 － 诺伊贝库姆 － 厄尔德 － 雷达-维登布吕克 － 居特斯洛总站 － 比勒费尔德总站 － 黑尔福德 － 勒讷 － 巴特恩豪森 － 波尔塔韦斯特法利卡 － 明登 科隆展会/多伊茨仅于清晨时分停靠 数据截至2019年12月调图 | 60分钟 |
| RE 7       | 莱茵-明斯特兰快线： 赖讷 － 埃姆斯代滕 － 格雷芬 － 明斯特总站 － 明斯特-希尔特鲁普 － 德伦施泰因富特 － 哈姆总站 － 伯嫩 － 翁纳 － 霍尔茨维克德 － 施韦特 － 哈根总站 － 恩讷珀塔尔 － 施韦尔姆 － 伍珀塔尔-上巴门 － 伍珀塔尔总站 － 索林根总站 － 奥普拉登 － 科隆展会/多伊茨 － 科隆总站 － 多尔马根 － 诺伊斯总站 － 梅尔布施-奥斯特拉特 － 克雷费尔德-奥普姆 － 克雷费尔德总站 数据截至2019年12月调图 | 60分钟 |
| RE 8       | 莱茵-埃尔夫特快线： 门兴格拉德巴赫总站 － 雷德特总站 － 雷德特-奥登基兴 － 高诺伊基希 － 于兴 － 格雷芬布罗伊希 － 罗默斯基兴 － 斯托梅恩 － 普尔海姆 － 科隆-埃伦费尔德 － 科隆总站 － 科隆展会/多伊茨 － 波尔茨 － 特罗斯多夫 － 腓特烈·威廉小屋 － 门登 － 波恩-博伊尔 － 波恩-上卡塞尔 － 下多伦多夫 － 柯尼希斯温特 － 隆多夫 － 巴特洪内夫 － 翁克尔 － 埃珀尔（周一至五个别班次） － 林茨 － 巴特亨宁根 － 莱茵布罗尔 － 新维德 － 乌尔米茨莱茵河大桥 － 科布伦茨-吕策尔 － 科布伦茨市中心 － 科布伦茨总站 数据截至2019年12月调图 | 60分钟 |
| RE 9       | 莱茵-锡格快线： 亚琛总站 － 亚琛-罗特埃尔德 － 施托尔贝格总站 － 埃施韦勒总站 － 朗格韦厄 － 迪伦 － 霍勒姆 － 科隆-埃伦费尔德 － 科隆总站 － 科隆展会/多伊茨 － 波尔茨 － 特罗斯多夫 － 锡格堡/波恩 － 亨内夫 － 艾托夫 － 黑尔申 － 施拉德恩 － 坳 － 维森 － 贝茨多夫 － 基兴 － 布拉赫巴赫 － 锡根总站 数据截至2017年12月调图 | 60分钟 |
| RE 12      | 艾费尔-摩泽尔快线： 科隆展会/多伊茨 － 科隆总站 － 科隆南 － 奥伊斯基兴 － 梅谢尼希 － 卡尔 － 云克拉特 － 盖罗尔施泰因 － 比特堡-埃尔多夫 － 特里尔总站 数据截至2015年12月调图 | 三对班次 |
| RE 22      | 艾费尔快线： 科隆展会/多伊茨 － 科隆总站 － 科隆西 － 科隆南 － 埃尔夫特施塔特 － 魏勒斯维斯特 － 奥伊斯基兴 － 梅谢尼希 － 卡尔 － 乌尔夫特 － 内特斯海姆 － 布兰肯海姆 － 施密特海姆 － 达勒姆 － 云克拉特 － 利森多夫 － 上贝廷根-希勒斯海姆 － 盖罗尔施泰因 数据截至2016年12月调图 | 60分钟 |
| RB 24      | 艾费尔线： 科隆展会/多伊茨 － 科隆总站 － 科隆西 － 科隆南 － 许尔特-卡尔朔伊伦 － 布吕尔-基尔贝格 － 埃尔夫特施塔特 － 魏勒斯维斯特 － 魏勒斯维斯特-德尔库姆 － 奥伊斯基兴-大比勒斯海姆 － 奥伊斯基兴 － 萨茨费 － 梅谢尼希 － 舍芬 － 卡尔 数据截自2016年12月调图 | 60分钟 |
| RB 25      | 上贝吉施线： 科隆汉萨环路 － 科隆总站 － 科隆展会/多伊茨 － 科隆特里姆伯恩街 － 科隆法兰克福街 － 勒斯拉特-施蒂姆彭 － 勒斯拉特 － 希望谷 － 洛马尔-洪拉特 － 奥弗拉特 － 恩格尔斯基兴 － 林德罗特 － 古默斯巴赫-迪灵豪森 － 古默斯巴赫 － 马林海德 － 迈讷茨哈根 － 基尔斯珀 － 哈尔费尔-上布吕格 － 吕登沙伊德-布吕格 － 吕登沙伊德 数据截自2019年12月调图 | 30分钟 （科隆－恩格尔斯基兴/古默斯巴赫） 60分钟 （科隆－吕登沙伊德）                                                    |
| RB 26      | 中莱茵线： 科隆展会/多伊茨 － 科隆总站 － 科隆西 － 科隆南 － 许尔特-卡尔朔伊伦 － 布吕尔 － 塞克滕 － 罗伊斯多夫 － 波恩总站 － 波恩联合国园区 － 波恩-巴特戈德斯贝格 － 波恩-梅勒姆 － 罗兰塞克 － 奥伯温特 － 雷马根 － 辛齐希 － 巴特布赖西希 － 布罗尔 － 纳梅迪 － 安德纳赫 － 魏森图尔姆 － 乌尔米茨 － 科布伦茨-吕策尔 － 科布伦茨市中心 － 科布伦茨总站 － 伦斯 － 施派 － 博帕德总站 － 博帕德-巴特萨尔齐希 － 博帕德-希尔策纳赫 － 圣戈阿尔 － 上维塞尔 － 巴哈拉赫 － 下海姆巴赫 － 特雷希廷斯豪森 － 宾根总站 － 宾根城 － 宾根-高斯海姆 － 高-阿尔格斯海姆 － 英格尔海姆 － 海德斯海姆 － 乌勒博恩 － 布登海姆 － 美因茨-蒙巴赫 － 美因茨总站 数据截自波恩联合国园区站于2017年11月1日通车 | 60分钟 |
| RB 27      | 莱茵-埃尔夫特线： 门兴格拉德巴赫总站 － 雷德特总站 － 雷德特-奥登基兴 － 高诺伊基希 － 于兴 － 格雷芬布罗伊希 － 罗默斯基兴 － 斯托梅恩 － 普尔海姆 － 科隆-埃伦费尔德 － 科隆总站 － 科隆展会/多伊茨 － 科隆/波恩机场 － 特罗斯多夫 － 腓特烈·威廉小屋 － 门登 － 波恩-博伊尔 － 波恩-上卡塞尔 － 下多伦多夫 － 柯尼希斯温特 － 隆多夫 － 巴特洪内夫 － 翁克尔 － 埃珀尔 － 林茨 － 洛伊布斯多夫 － 巴特亨宁根 － 莱茵布罗尔 － 洛伊特斯多夫 － 新维德 － 恩格尔斯 － 法伦达尔 － 科布伦茨-埃伦布赖特施泰因 － 科布伦茨总站 数据截自2019年12月调图 | 60分钟 |
| RB 38      | 埃尔夫特线： 贝德堡 － 格列希 － 帕芬多夫 － 齐费里希 － 贝格海姆 － 夸德拉特-伊申多夫 － 霍勒姆 － 科隆-埃伦费尔德 － 科隆总站 － 科隆展会/多伊茨 数据截自2017年12月调图 | 30分钟（贝德堡－霍勒姆） 60分钟（霍勒姆－科隆展会/多伊茨）                                                              |
| RB 48      | 莱茵-伍珀线： 伍珀塔尔-上巴门 － 伍珀塔尔-巴门 － 伍珀塔尔总站 － 伍珀塔尔-符文克尔 － 哈安-格鲁伊滕 － 哈安 － 索林根总站 － 莱希林根 － 奥普拉登 － 勒沃库森-施勒布施 － 科隆-米尔海姆 － 科隆展会/多伊茨 － 科隆总站 － 科隆西 － 科隆南 － 许尔特-卡尔朔伊伦 － 布吕尔 － 塞克滕 － 罗伊斯多夫 － 波恩总站 － 波恩联合国园区 － 波恩-巴特戈德斯贝格 － 波恩-梅勒姆 数据截自2019年12月调图 | 30分钟（上巴门－科隆总站） 30分钟（科隆总站－波恩总站，高峰期） 60分钟（科隆总站－波恩总站） 60分钟（波恩总站－梅勒姆） |
| RB 48      | 莱茵-伍珀线： 伍珀塔尔-上巴门 － 伍珀塔尔-巴门 － 伍珀塔尔总站 － 伍珀塔尔-符文克尔 － 哈安-格鲁伊滕 － 哈安 － 索林根总站 － 莱希林根 － 奥普拉登 － 勒沃库森-施勒布施 － 科隆-米尔海姆 － 科隆展会/多伊茨 － 科隆总站 － 科隆西 － 科隆南 － 许尔特-卡尔朔伊伦 － 布吕尔 － 塞克滕 － 罗伊斯多夫 － 波恩总站 － 波恩联合国园区 － 波恩-巴特戈德斯贝格 － 波恩-梅勒姆 数据截自2019年12月调图 | 30分钟（上巴门－科隆总站） 30分钟（科隆总站－波恩总站，高峰期） 60分钟（科隆总站－波恩总站） 60分钟（波恩总站－梅勒姆） |

科隆火车总站已集成至科隆城市快铁网络。快铁列车从周一至周六在那里提供每20分钟一班的服务，其余日子则每30分钟一班。在科隆总站的北侧和东侧还分别设有科隆汉萨环路和科隆展会/多伊茨两座快铁站点；所有在火车总站提供服务的快铁路线都会经停这两座车站。当前的区域列车25号线也是快铁网络的一部分。
| 路线 | 经由 | 频率                                              |
| ---- | --- | ------------------------------------------------- |
| S 6  | 埃森总站 － 埃森南 － 埃森-施塔特瓦尔德 － 埃森-山丘 － 埃森-韦尔登 － 克特维希 － 克特维希水库 － 赫泽尔 － 拉廷根东 － 杜塞-拉特 － 杜塞-拉特中心 － 杜塞-德伦多夫 － 杜塞动物园 － 杜塞-韦尔哈恩 － 杜塞尔多夫总站 － 杜塞-人民花园 － 杜塞-上比尔克 － 杜塞-埃勒南 － 杜塞-赖斯霍尔茨 － 杜塞-本拉特 － 杜塞-加拉特 － 杜塞-黑勒霍夫 － 朗根费尔德-贝格豪森 － 朗根费尔德 － 勒沃-莱茵多夫 － 勒沃-屈佩斯特格 － 勒沃库森中心 － 勒沃-化学园 － 科隆-施塔姆海姆 － 科隆-米尔海姆 － 科隆-布赫福斯特 － 科隆展会/多伊茨 － 科隆总站 － 科隆-汉萨环路 － 科隆-尼佩斯 （－ 科隆-格尔德恩街/帕克居特尔 － 科隆-隆格里希 － 科隆-福尔克霍芬径 － 科隆-肖尔魏勒 － 科隆-肖尔魏勒北 － 科隆-花山 － 科隆-沃林根） 尼佩斯－沃林根仅于高峰时段运行 数据截至2019年12月调图 | 20分钟                                            |
| S 11 | 杜塞-机场航站楼 － 杜塞-下拉特 － 杜塞-德伦多夫 － 杜塞动物园 － 杜塞-韦尔哈恩 － 杜塞尔多夫总站 － 杜塞-腓特烈城 － 杜塞-比尔克 － 杜塞-弗尔克林根街 － 杜塞-哈姆 － 诺伊斯莱茵公园中心 － 诺伊斯-安姆凯泽 － 诺伊斯总站 － 诺伊斯南 － 诺夫 － 诺伊斯-阿勒海利根 － 尼芬海姆 － 多尔马根 － 多尔-化学园 － 科隆-沃林根 － 科隆-花山 － 科隆-肖尔魏勒北 － 科隆-肖尔魏勒 － 科隆-福尔克霍芬径 － 科隆-隆格里希 － 科隆-格尔德恩街/帕克居特尔 － 科隆-尼佩斯 － 科隆-汉萨环路 － 科隆总站 － 科隆展会/多伊茨 － 科隆-布赫福斯特 － 科隆-米尔海姆 － 科隆-霍尔维德 － 科隆-德尔布吕克 － 杜克特拉特 － 贝吉施格拉德巴赫 数据截至2019年12月调图 | 20分钟                                            |
| S 12 | 霍勒姆 － 弗雷兴-柯尼希斯多夫 － 科隆-魏登西 － 科隆-勒芬尼希 － 科隆-明格斯多夫科技园 － 科隆-埃伦费尔德 － 科隆汉萨环路 － 科隆总站 － 科隆展会/多伊茨 － 科隆特里姆伯恩街 － 科隆机场商务园 － 科隆施泰因街 － 波尔茨 － 波尔茨-瓦恩 － 斯皮希 － 特罗伊斯多夫 － 锡格堡/波恩 － 亨内夫 － 亨内夫锡格伯根 － 布兰肯贝格 － 梅滕 － 艾托夫 － 赫兴 － 达滕费尔德 － 施拉德恩 － 罗斯巴赫 － 坳 霍勒姆－埃伦费尔德仅于高峰时段运行 | 20分钟（埃伦费尔德－亨内夫） 60分钟（亨内夫－坳） |
| S 13 | 迪伦 － 梅策尼希 － 比尔 － 辛多夫 － 霍勒姆 － 弗雷兴-柯尼希斯多夫 － 科隆-魏登西 － 科隆-勒芬尼希 － 科隆-明格斯多夫科技园 － 科隆-埃伦费尔德 － 科隆汉萨环路 － 科隆总站 － 科隆展会/多伊茨 － 科隆特里姆伯恩街 － 科隆法兰克福街 － 科隆/波恩机场 － 波尔茨-瓦恩 － 斯皮希 － 特罗伊斯多夫 每日1对在亚琛总站始发/终到 | 20/40分钟                                         |
| S 19 | 迪伦 － 梅策尼希 － 比尔 － 辛多夫 － 霍勒姆 － 弗雷兴-柯尼希斯多夫 － 科隆-魏登西 － 科隆-勒芬尼希 － 科隆-明格斯多夫科技园 － 科隆-埃伦费尔德 － 科隆汉萨环路 － 科隆总站 － 科隆展会/多伊茨 － 科隆特里姆伯恩街 － 科隆法兰克福街 － 科隆/波恩机场 － 波尔茨-瓦恩 － 斯皮希 － 特罗伊斯多夫 － 锡格堡/波恩 － 亨内夫 － 亨内夫锡格伯根 － 布兰肯贝格* － 梅滕 － 艾托夫 － 赫兴 － 达滕费尔德 － 施拉德恩 － 罗斯巴赫 － 坳 * 布兰肯贝格仅个别班次停靠 | 60分钟                                            |

## “机场”科隆火车总站
作为空铁联运项目的一部分，科隆火车总站也获國際航空運輸協會分配了专属的机场代码“QKL”。旅客可以凭登机牌乘坐定期的城际快车前往法兰克福机场长途车站，然后在那里换乘飞机。在2007年底之前，行李托运和领取都可在科隆火车总站完成，但自那时起则仅可在法兰克福完成。

## 外部連結
- 科隆火车总站 （页面存档备份，存于）于bahnhof.de（含方位图 （页面存档备份，存于） (PDF; 0,53 MiB)）
- 商业设施方位图 （页面存档备份，存于）于einkaufsbahnhof.de (Werbegemeinschaft Hauptbahnhof), DB Station&Service AG